# Hansa-Park
Hansa Park est un parc à thème situé à Sierksdorf, dans le land de Schleswig-Holstein en Allemagne, non loin de Lübeck. Autoproclamé « unique parc allemand face à la mer », il est situé le long de la Mer Baltique.

## Histoire
Ouvert en 1973 sous le nom de Legoland Sierksdorf, le second Legoland après Legoland Billund. Après seulement quelques années, en 1977, le parc a été revendu et est devenu Hansaland puis Hansa-Park en 1987.
Il existe depuis 2007 le Hansa-Park Resort am Meer (Hansa-Park Resort à la mer), le village du parc constitué d'appartements.

## Le parc d'attractions
Ce parc d'attraction a pour thème la Hanse, ancienne guilde marchande regroupant nombreuses villes du nord de l'Europe (de l'ouest de l'Angleterre à Novgorod en Russie, en passant par Bergen en Norvège) dont Lübeck était le joyau. Plusieurs quartiers du parc représente un pays ou ville qui faisait partie de cette guilde (Ecosse, Suède, Lübeck, Novgorod).

### Montagnes russes[1]
| Nom                       | Type                                  | Constructeur       | Année d'ouverture |
| ------------------------- | ------------------------------------- | ------------------ | ----------------- |
| Crazy Mine                | Montagnes russes en métal, Wild Mouse | Maurer Söhne       | 1997              |
| Der Kleine Zar            | Montagnes russes en métal             | Preston & Barbieri | 2017              |
| Die Schlange von Midgard  | Montagnes russes en métal             | Gerstlauer         | 2011              |
| Fluch von Novgorod        | Euro-Fighter                          | Gerstlauer         | 2009              |
| Nessie Superrollercoaster | Montagnes russes en métal             | Anton Schwarzkopf  | 1980              |
| Rasender Roland           | Montagnes russes en métal junior      | Vekoma             | 1993              |
| Schwur des Kärnan         | Hyper montagnes russes                | Gerstlauer         | 2015              |

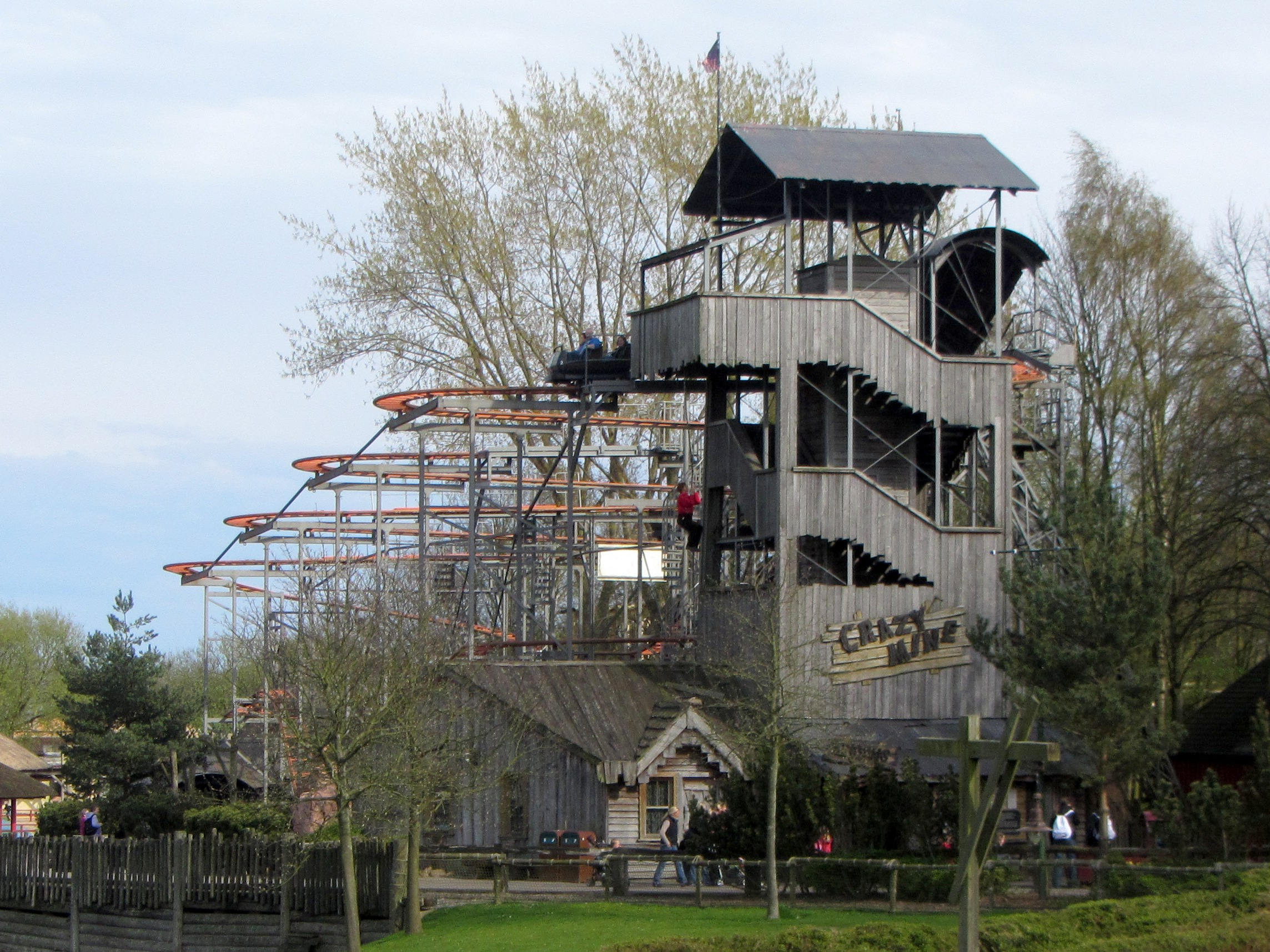
Crazy Mine
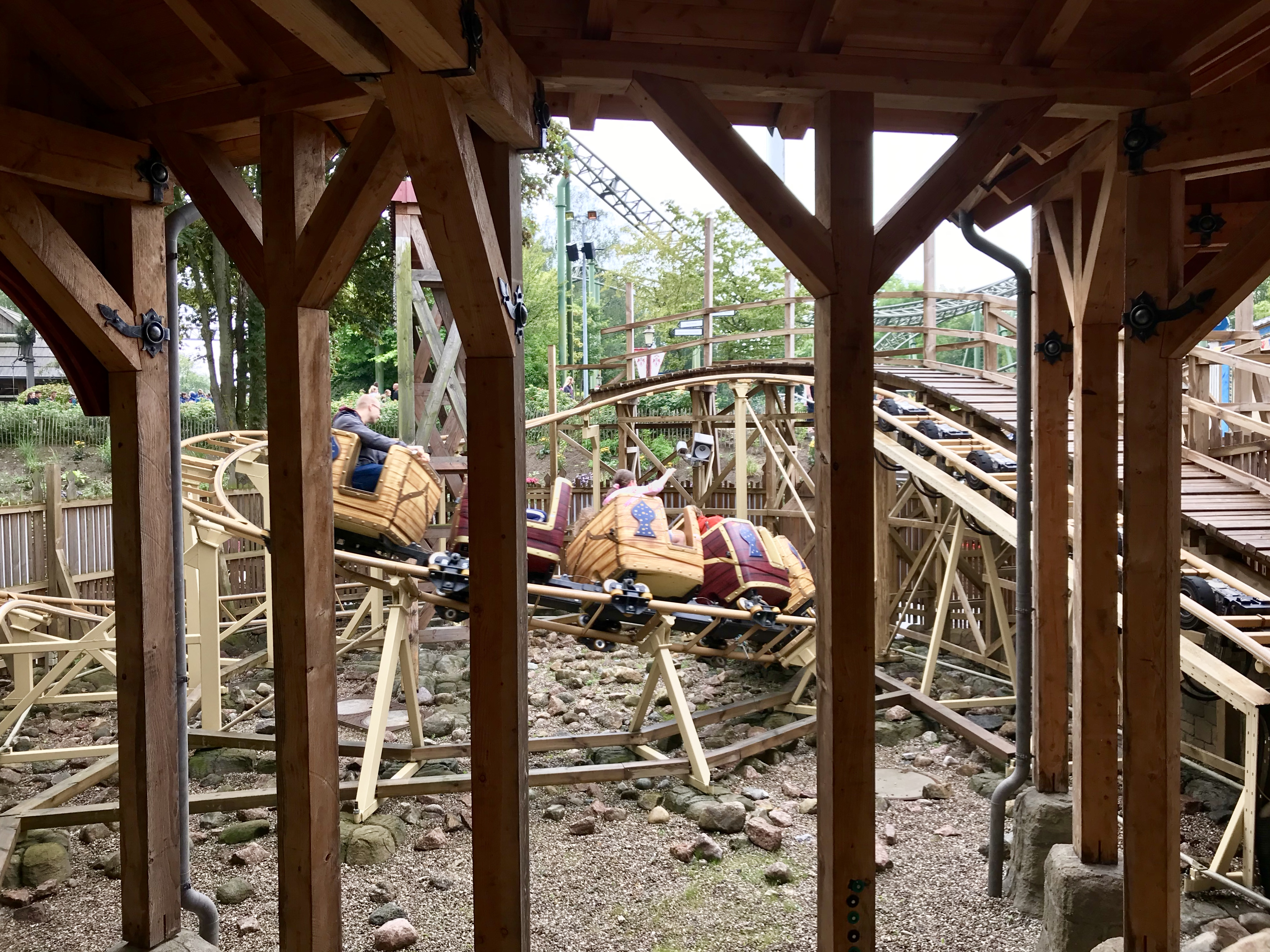
Der Kleine Zar
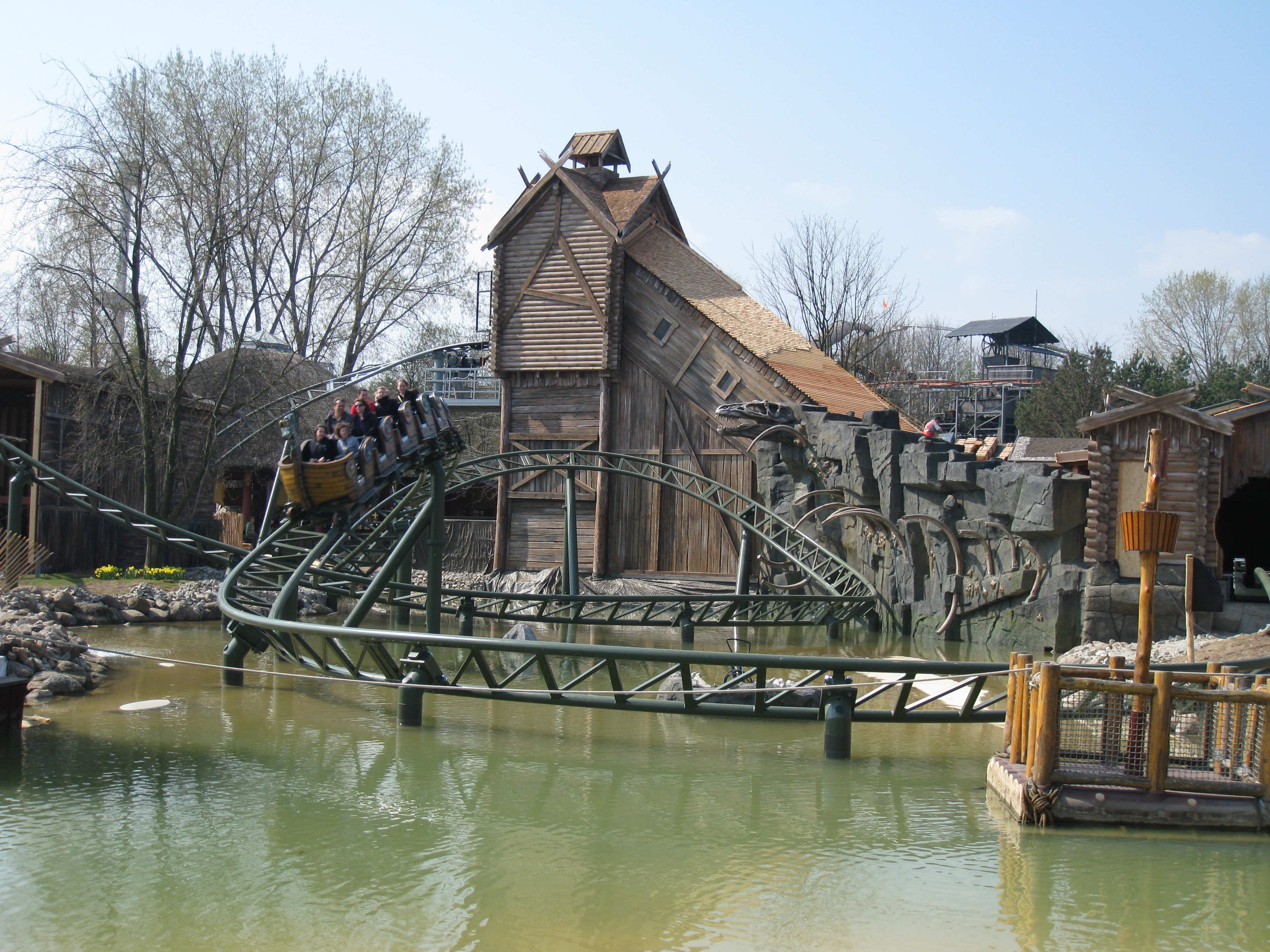
Die Schlange von Midgard
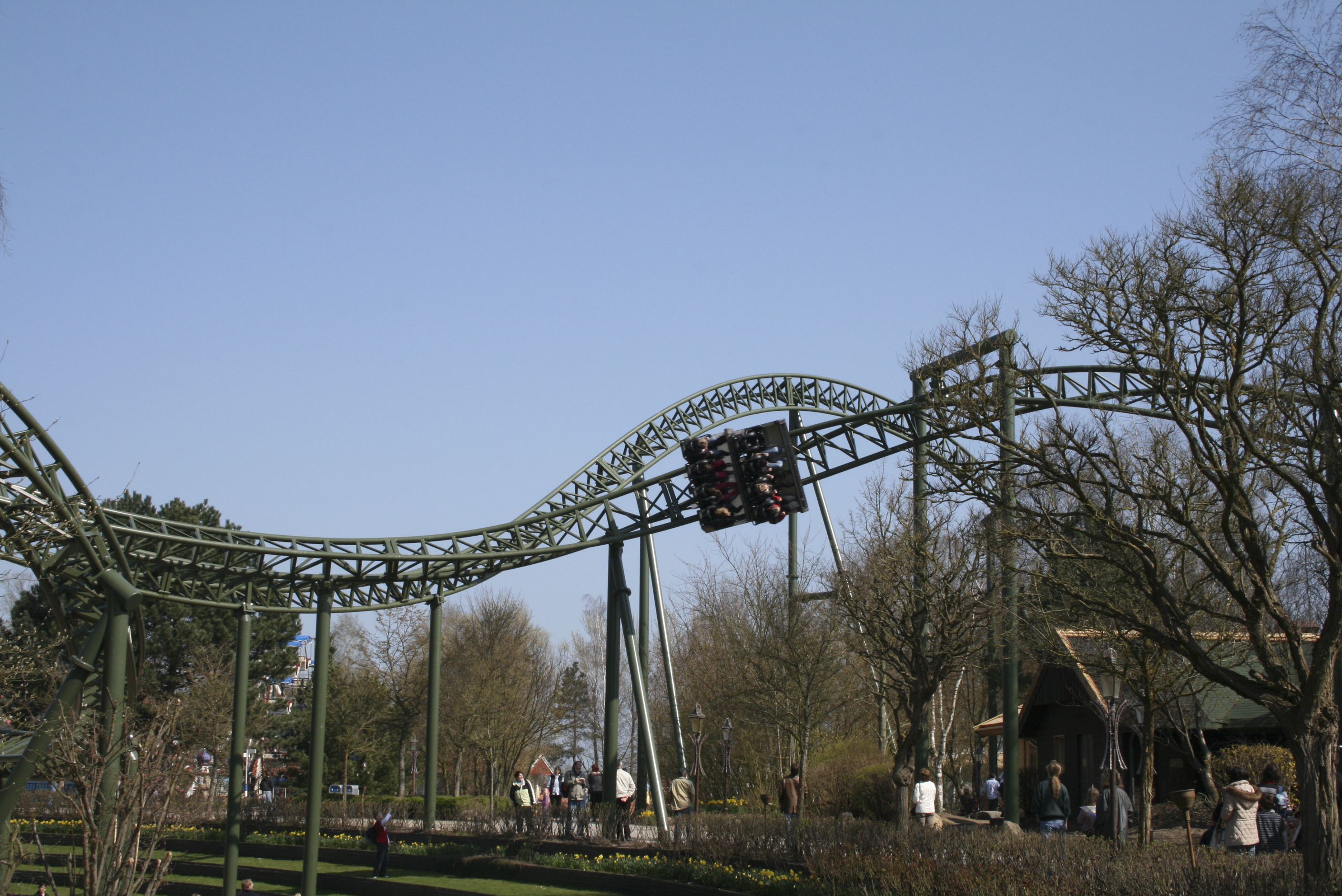
Fluch von Novgorod
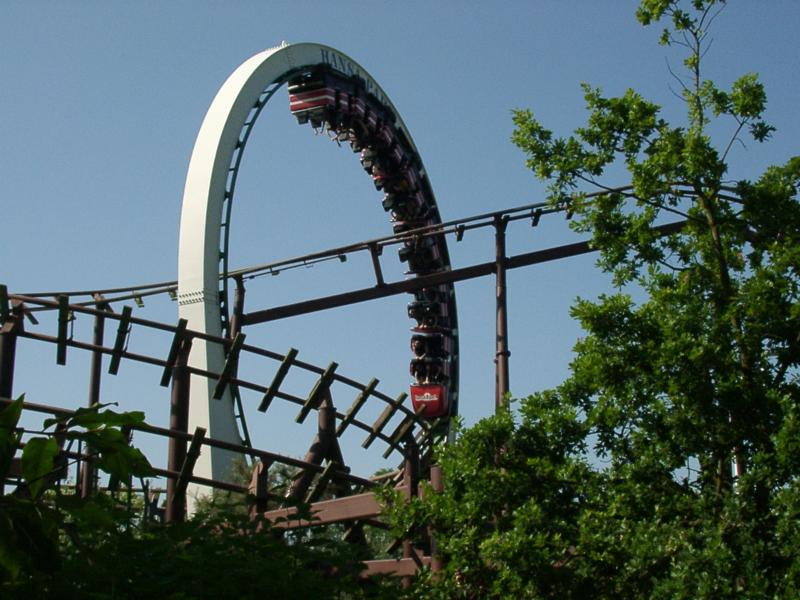
Nessie Superrollercoaster
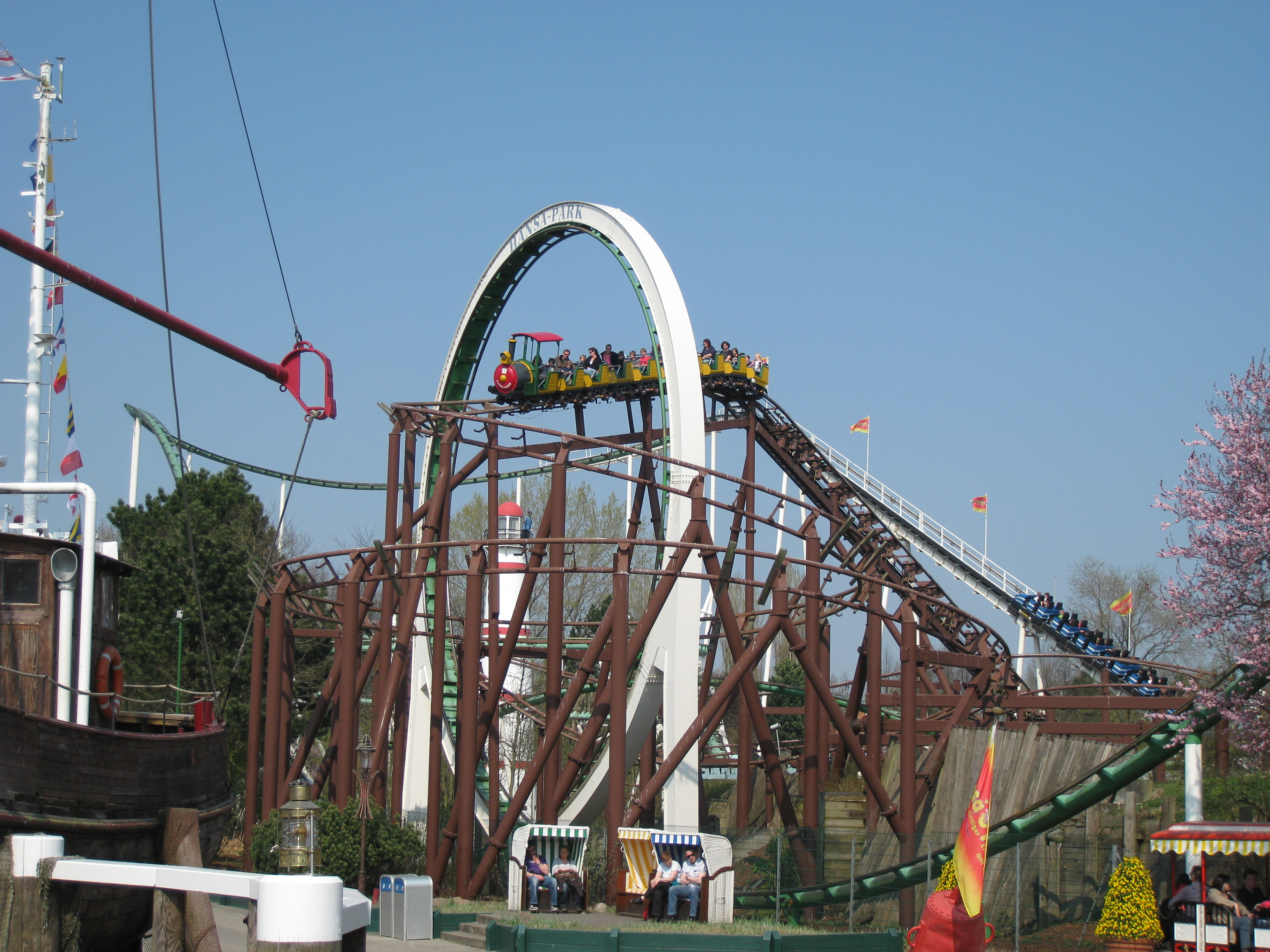
Rasender Roland
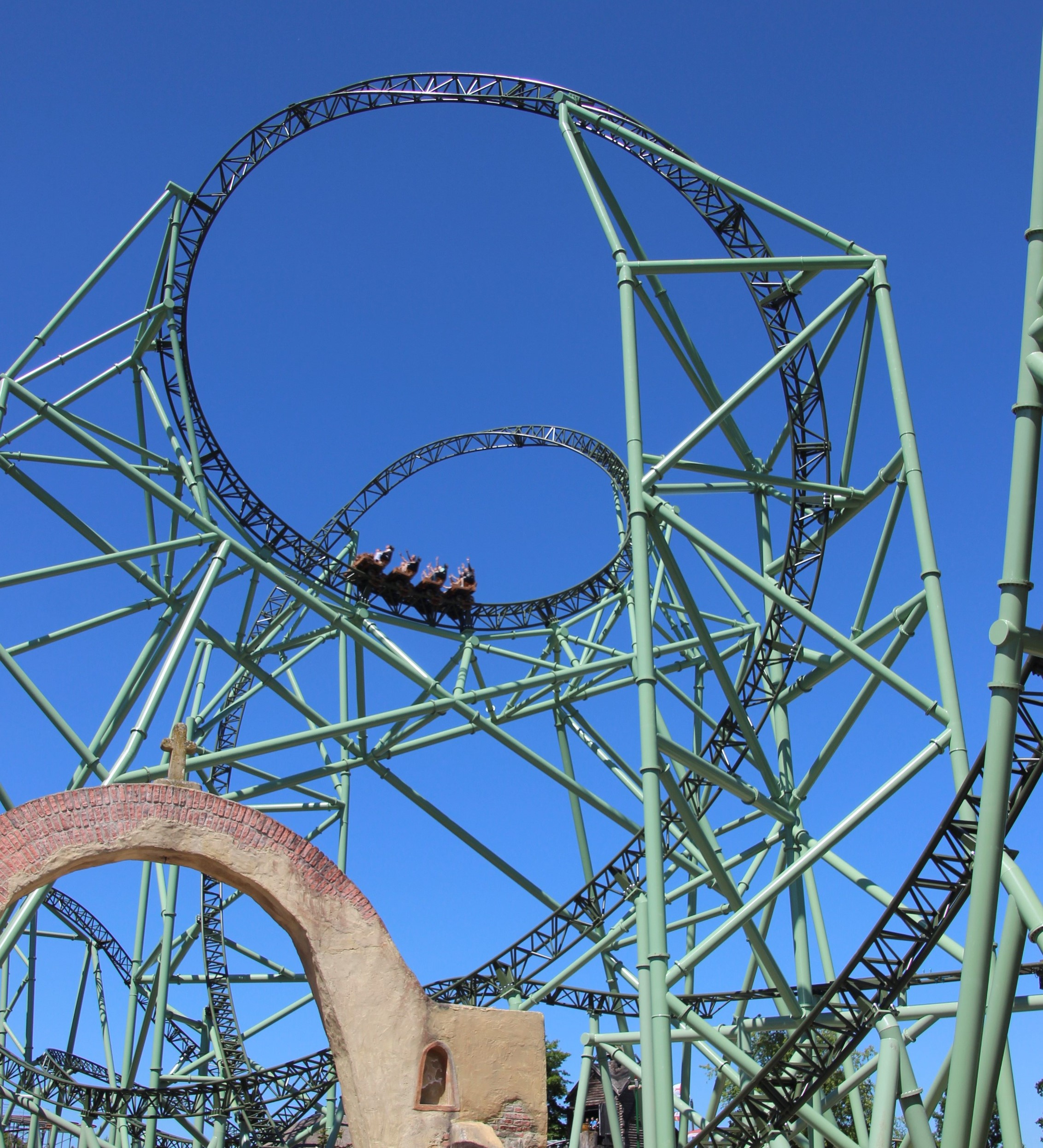
Schwur des Kärnan

## Galerie

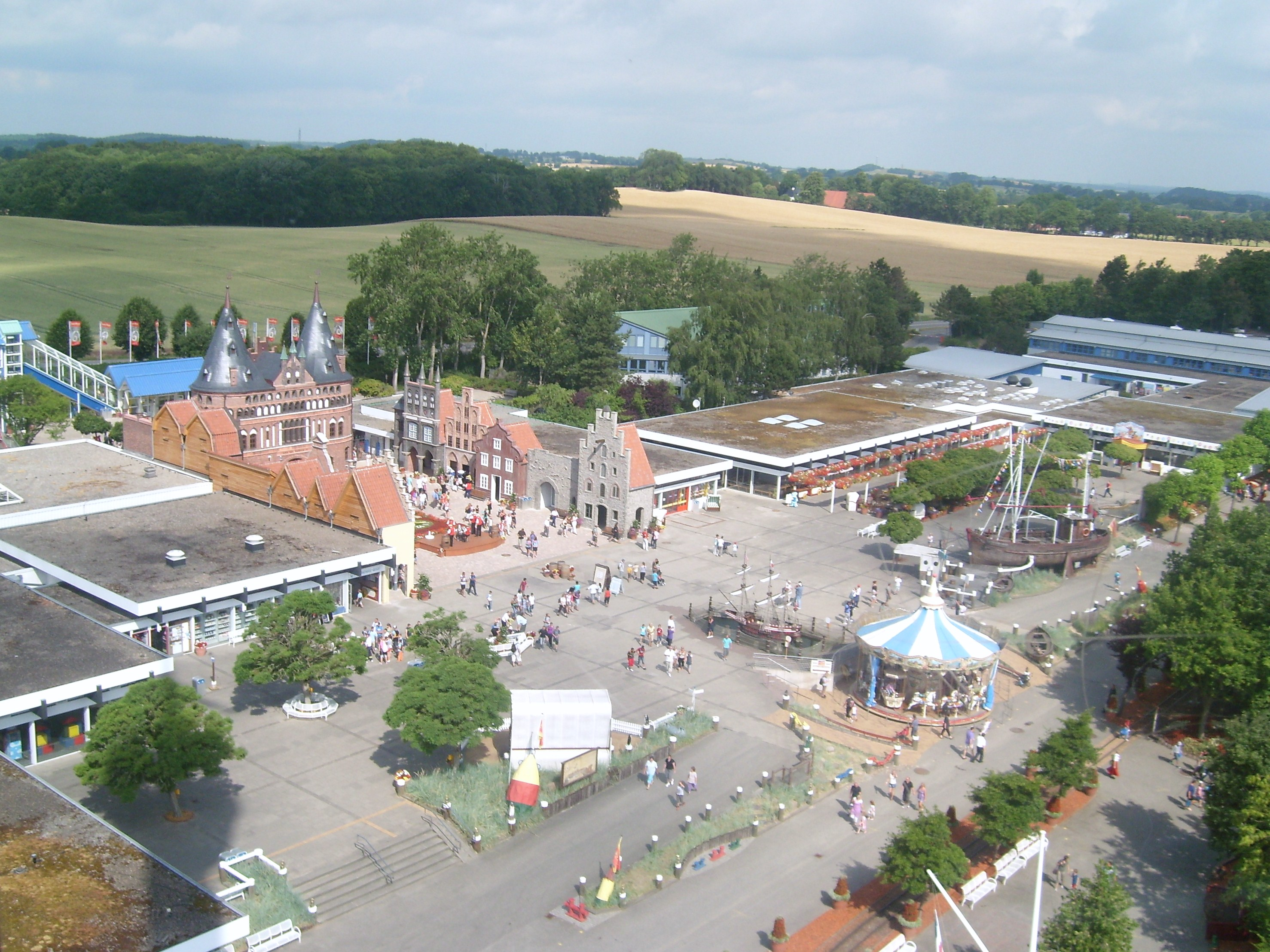
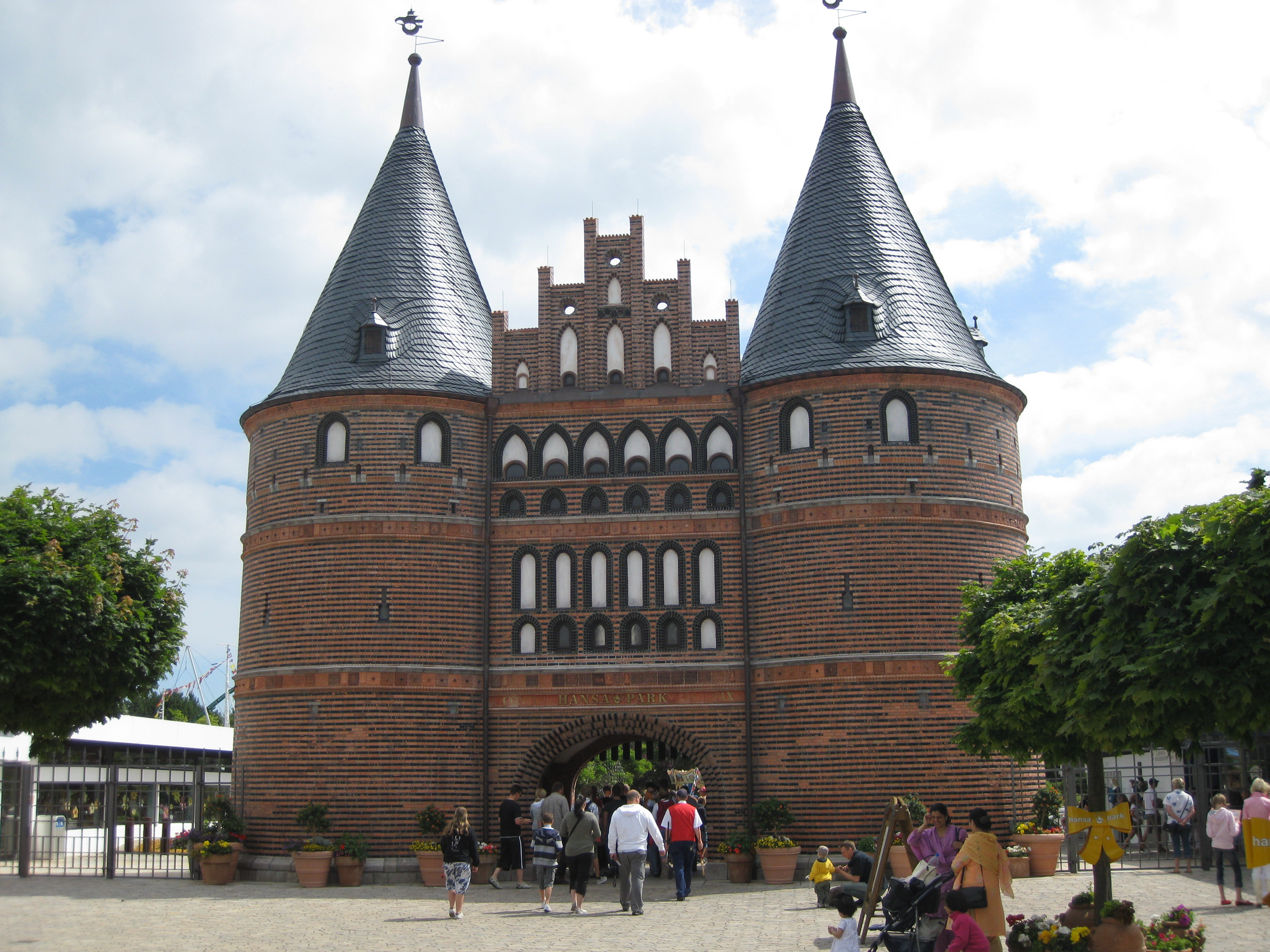
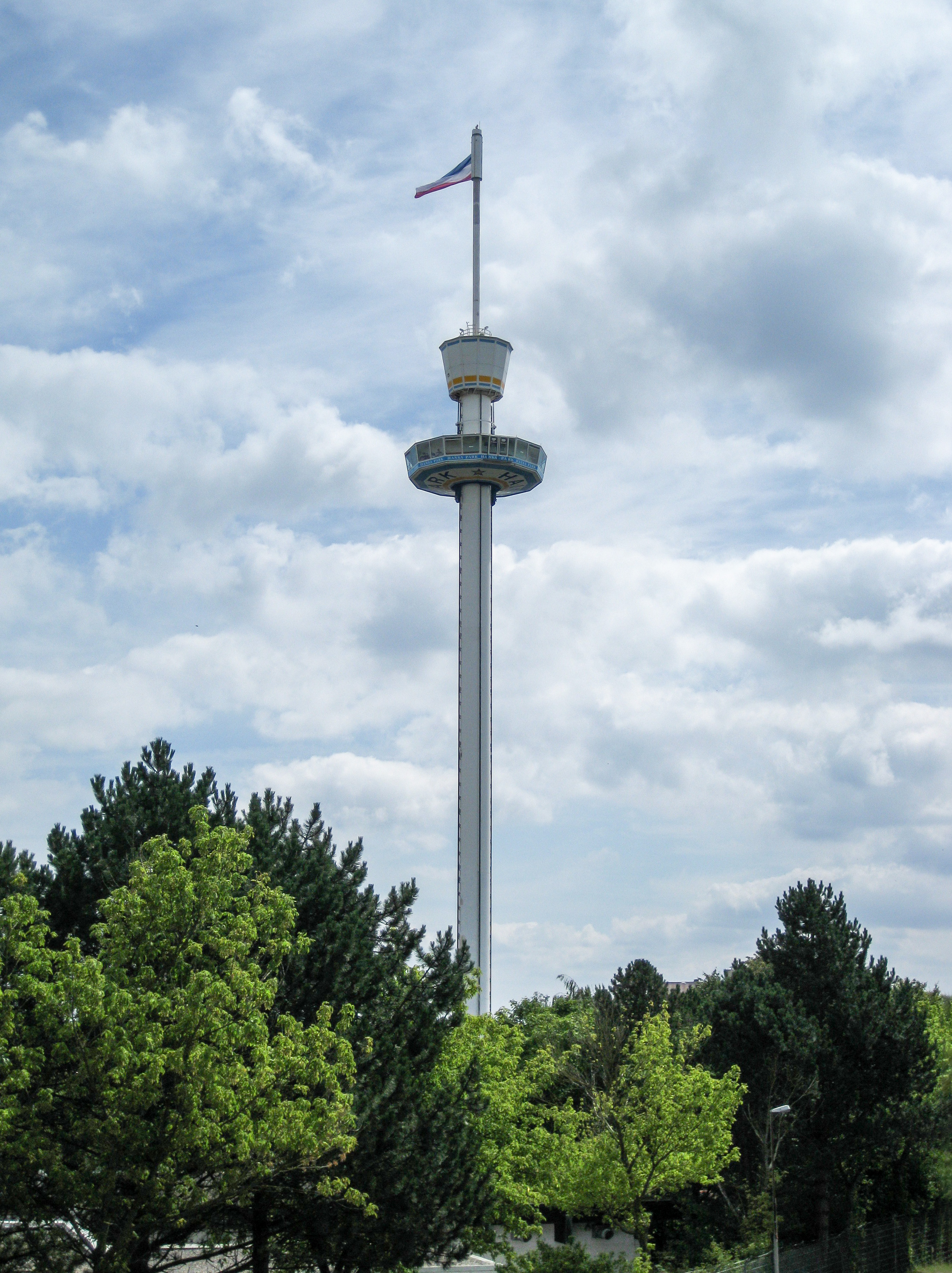
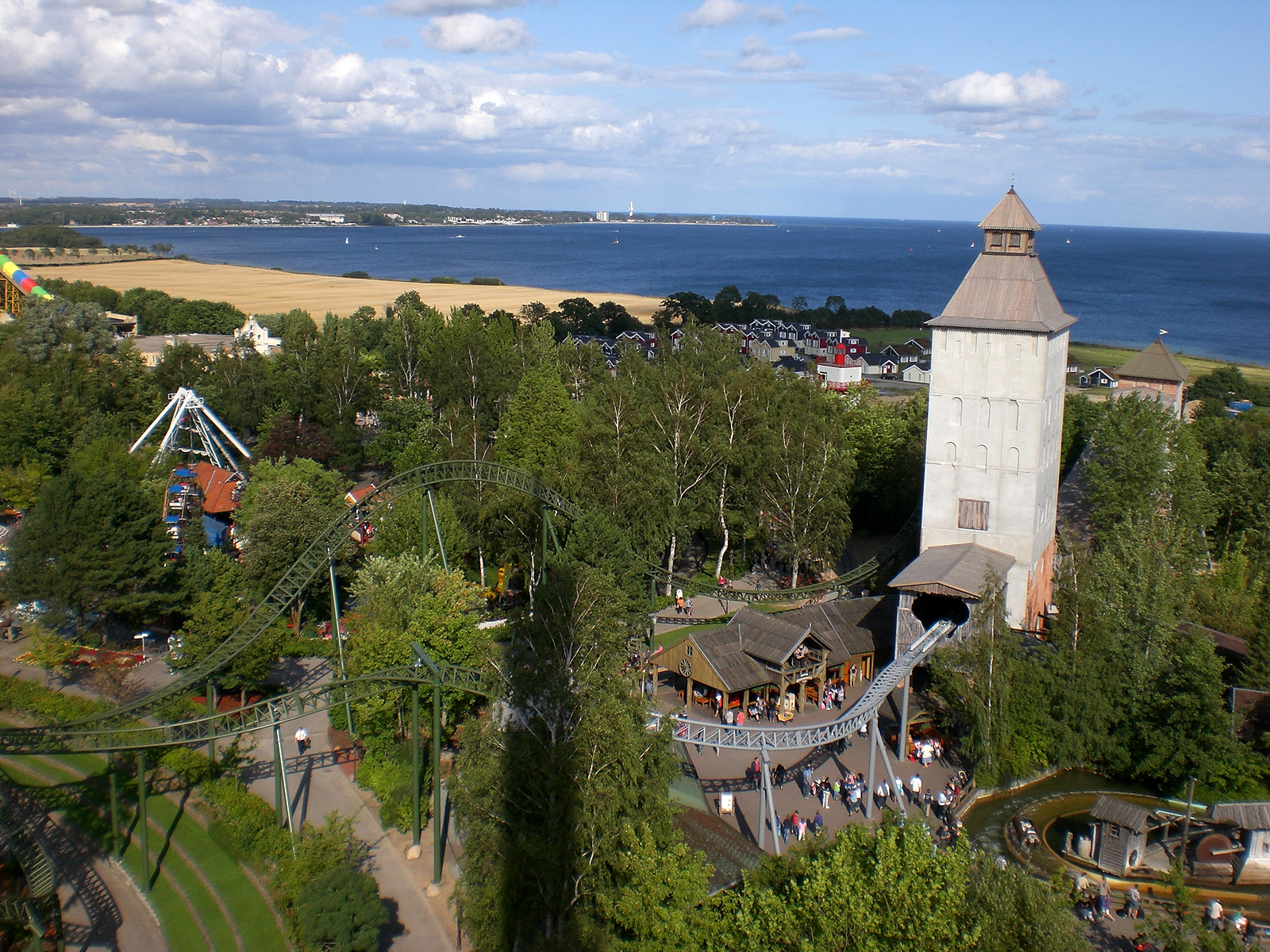
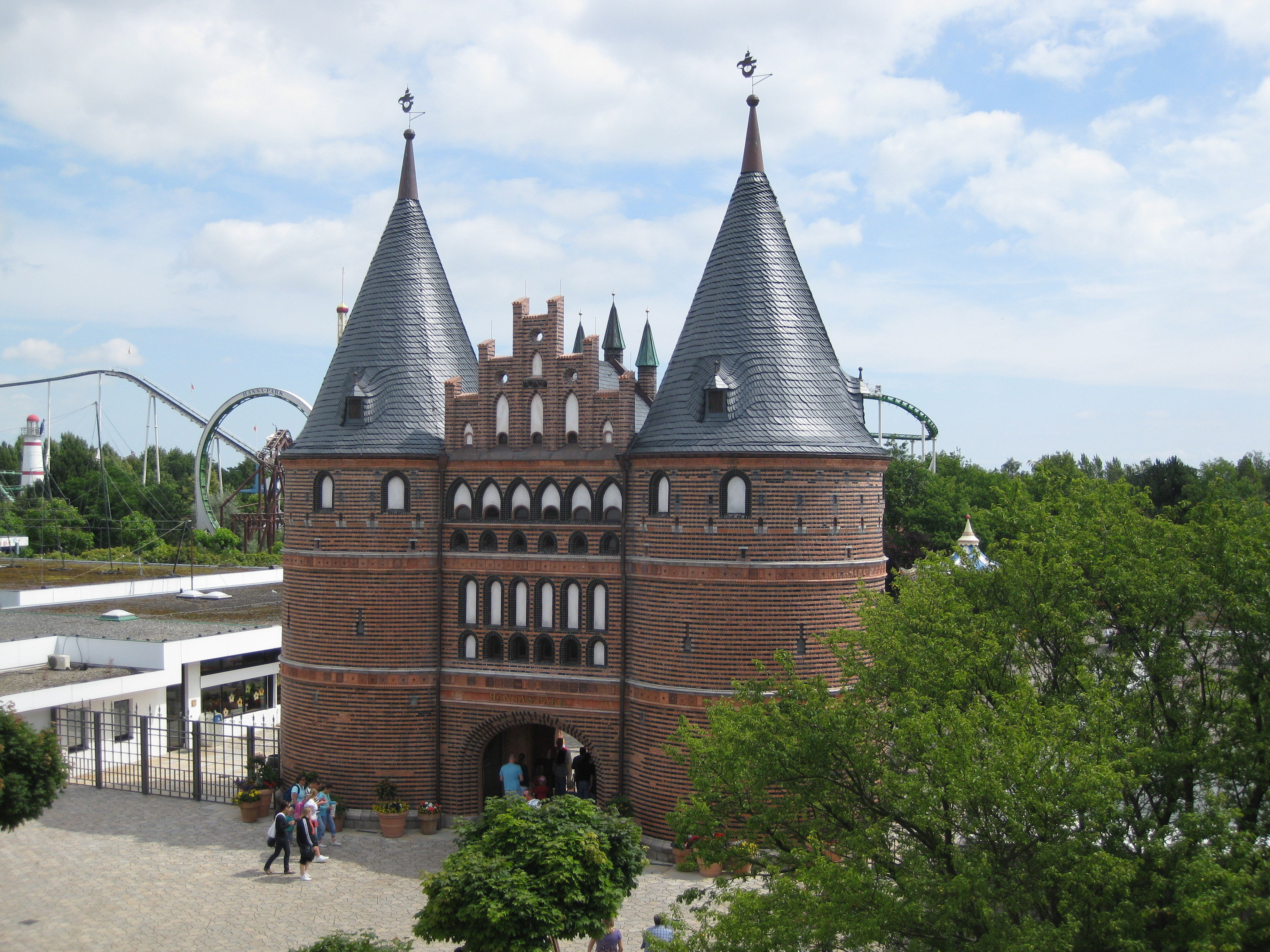
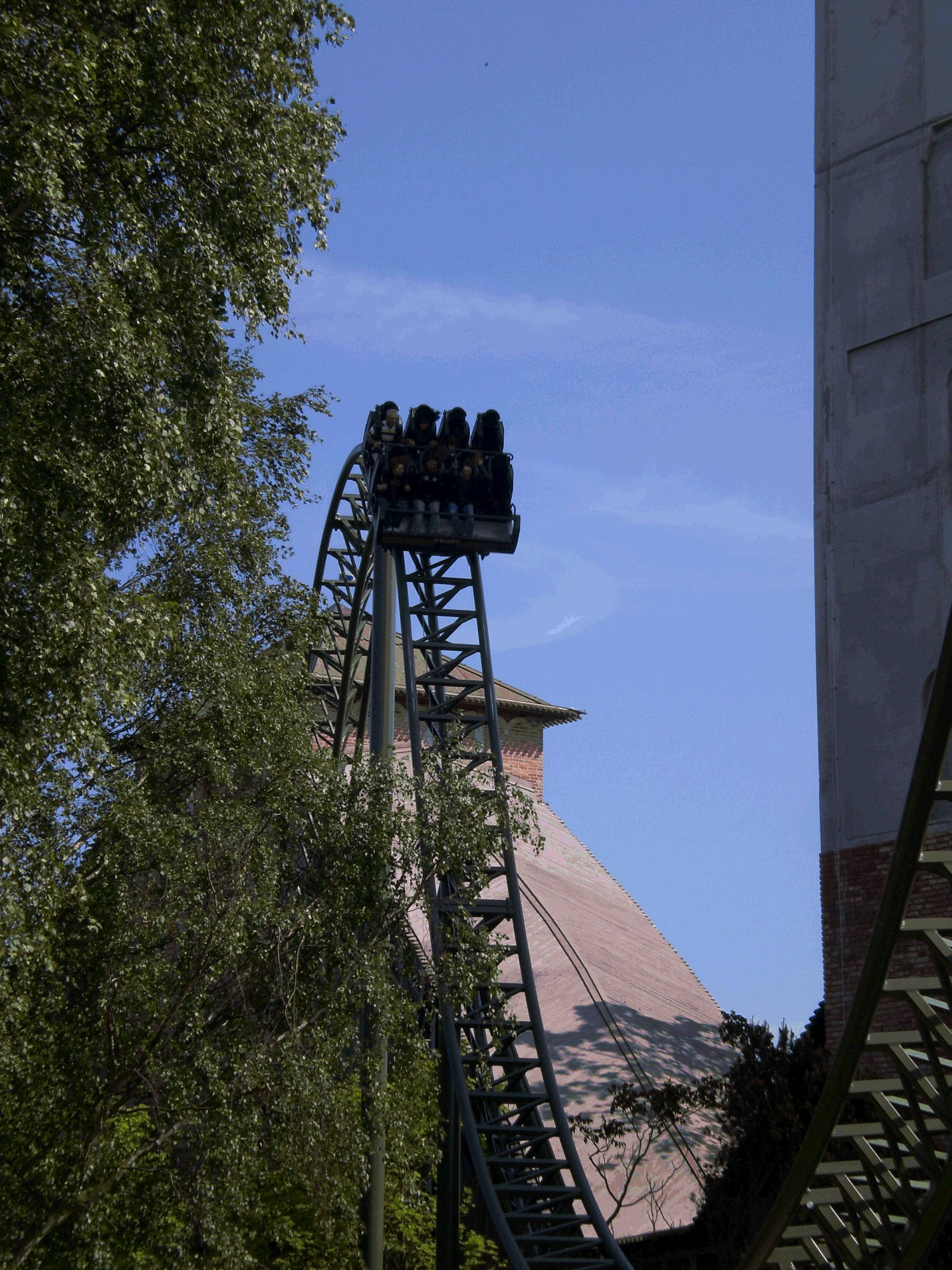

### Attractions aquatiques
| Nom                         | Type                            | Constructeur               | Année |
| --------------------------- | ------------------------------- | -------------------------- | ----- |
| Barracuda Slide             | Toboggan aquatique              | Van Egdom                  | 1998  |
| Indian River                | Parcours en canoës pour enfants |                            | 2001  |
| Störtebekers Kaperfahrt     | Spinning Raft                   | WhiteWater West Industries | 2000  |
| Sturmfahrt der Drachenboote | Bûches junior                   | L&T Systems                | 2007  |
| Super-Splash                | Shoot the Chute                 | Intamin                    | 1986  |
| Wildwasserfahrt             | Bûches                          | Mack Rides                 | 1977  |

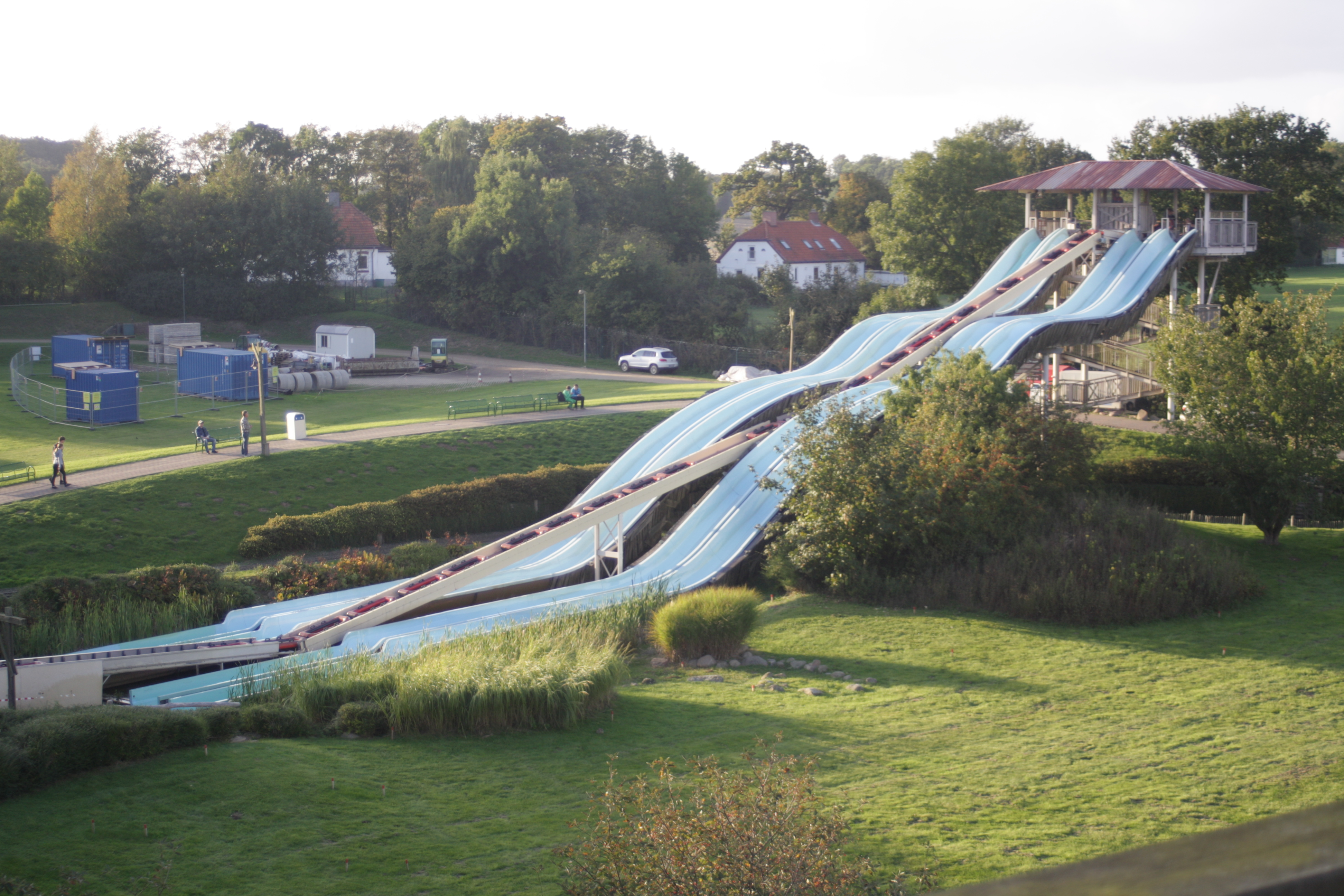
Barracuda Slide
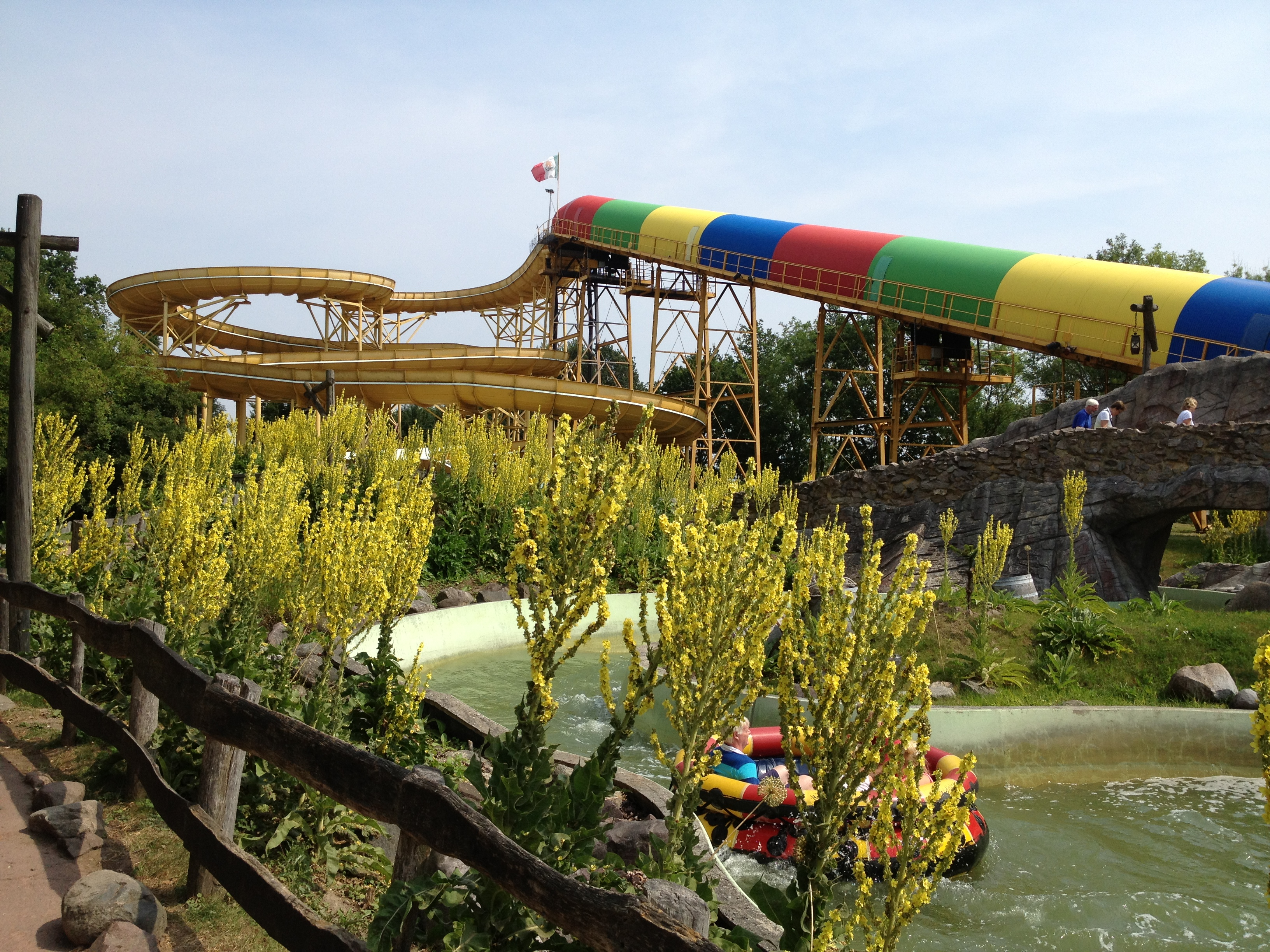
Störtebekers Kaperfahrt
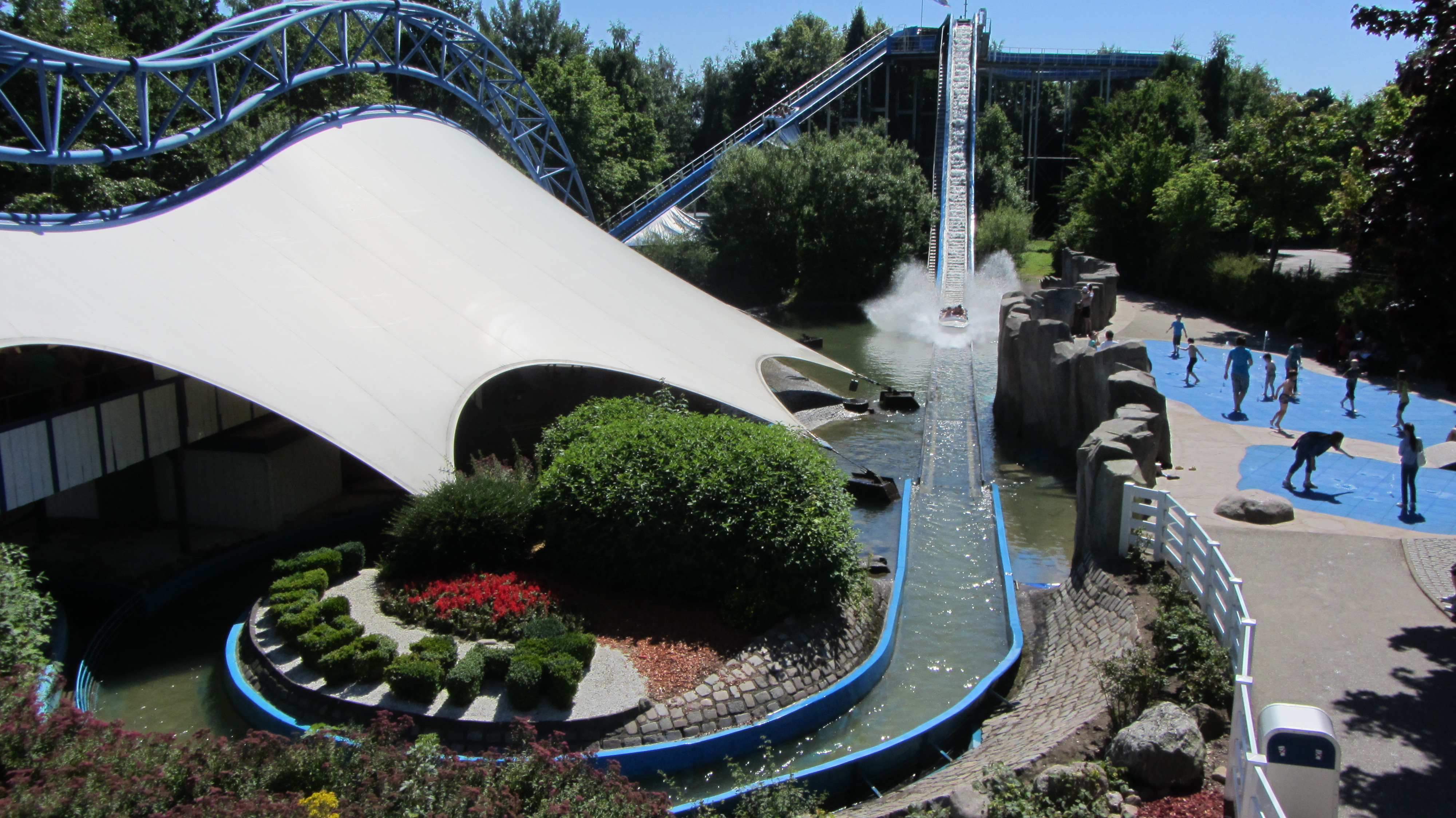
Super-Splash
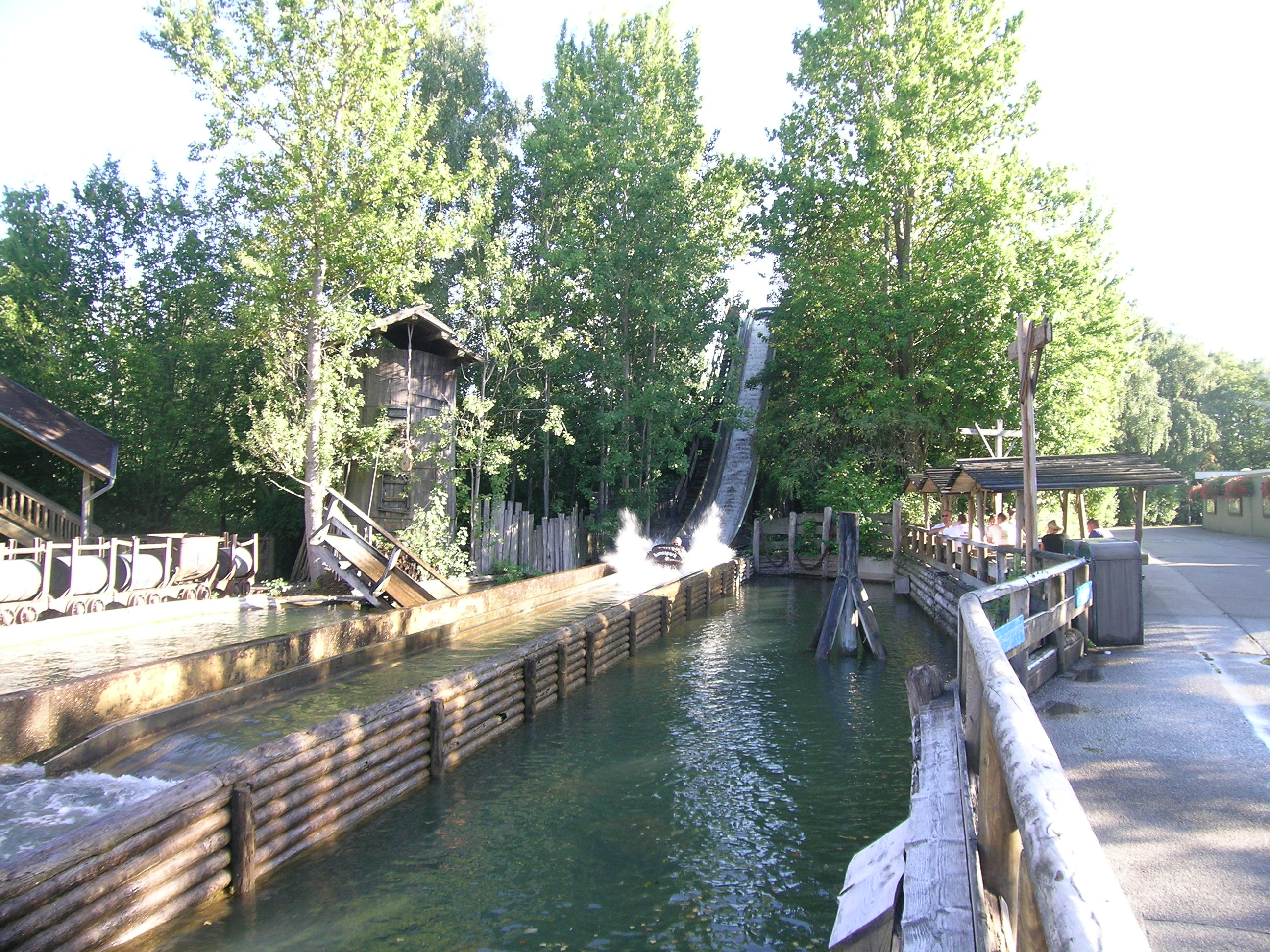
Wildwasserfahrt

### Autres attractions
| Nom                          | Type               | Constructeur                    | Année d'ouverture |
| ---------------------------- | ------------------ | ------------------------------- | ----------------- |
| Barcos del Mar               | Mini Apollo        | Technical Park                  | 2018              |
| Blumenmeer-Bootsfahrt        | Croisière scénique | Mack Rides                      | 1978              |
| Dr Livingstone's Safari-Flug | Manège d'avions    |                                 | 2005              |
| Fliegender Holländer         | Bateau à bascule   | Huss Rides                      | 1981              |
| Flying Orcas                 | Manège avion       | Huss Rides                      | 1998              |
| Hansa-Park Express           | Train              |                                 | 1977              |
| HANSE-Flieger                | Chaises volantes   | Wooddesign Amusement Rides B.V. | 2016              |
| HANSE-Karussell              | Carrousel          | Bertazzon                       | 2004              |
| Highlander                   | Tour de chute      | Funtime                         | 2019              |
| Holstein-Turm                | Tour panoramique   | Huss Rides                      | 1988              |
| Kärnapulten                  | Sky Fly            | Gerstlauer                      | 2017              |
| Kettenflieger                | Chaises volantes   |                                 |                   |
| Koggenfahrt                  | Music Express      | Mack Rides                      |                   |
| Mini-Autos                   | Autos tamponneuses | Bertazzon, Mack Rides           | 2002              |
| Odins Luftreise              | Tour de chute      | Zamperla                        | 2002              |
| Pony Post                    | Pony trekking      | Metallbau Emmeln                | 2001              |
| Pow Wow                      | Tasses             | Zamperla                        | 1995              |
| Safari-Jeeps                 | Parcours en Jeeps  | Metallbau Emmeln                |                   |
| Space Scooter                | Autos tamponneuses | Bertazzon, Mack Rides           | 2002              |
| Wellenreiter                 | Troïka             | Huss Rides                      | 1978              |
| Wikinger-Bootsfahrt          | Manège             | Mack Rides                      | 1998              |

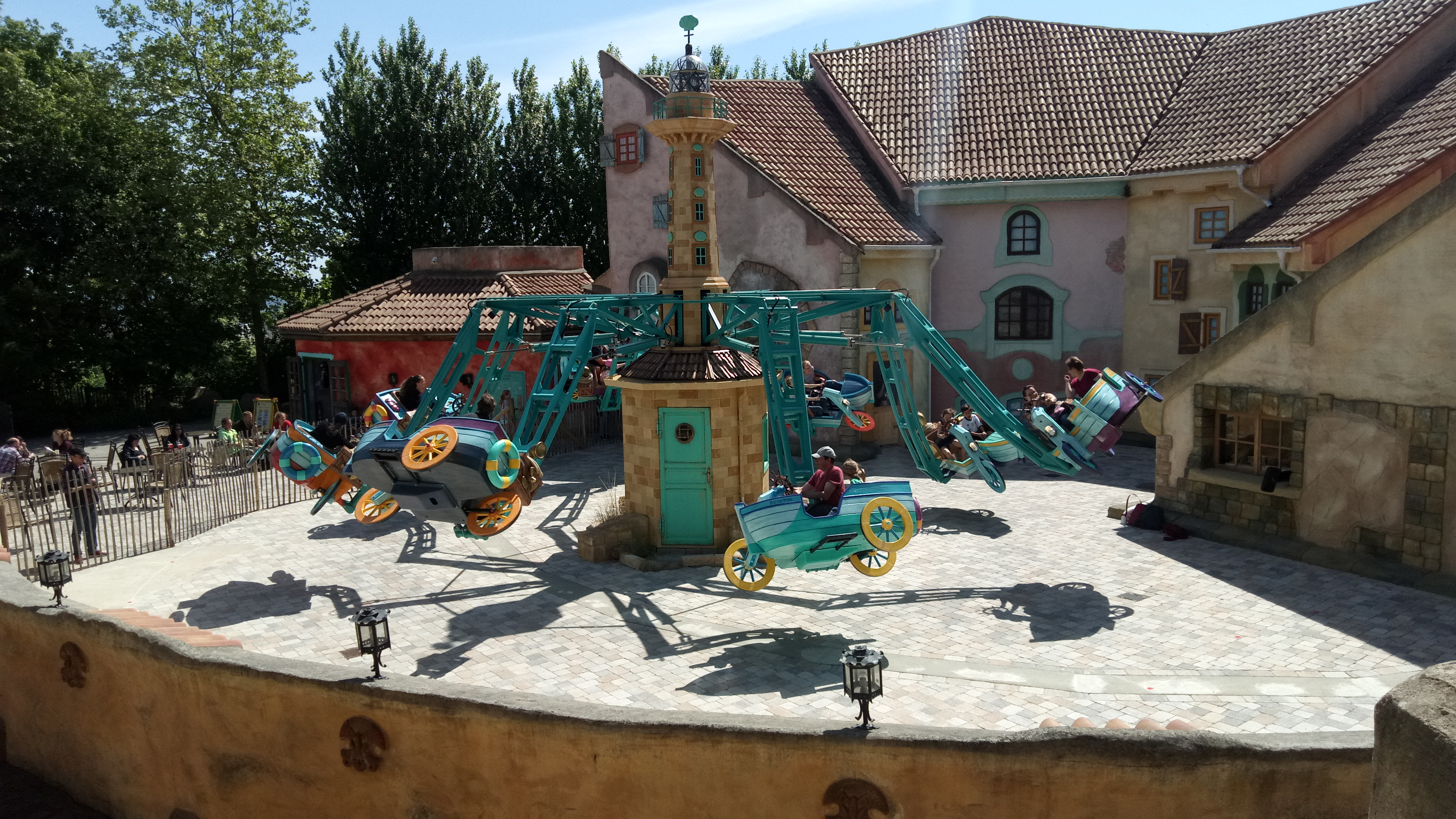
Barcos del Mar
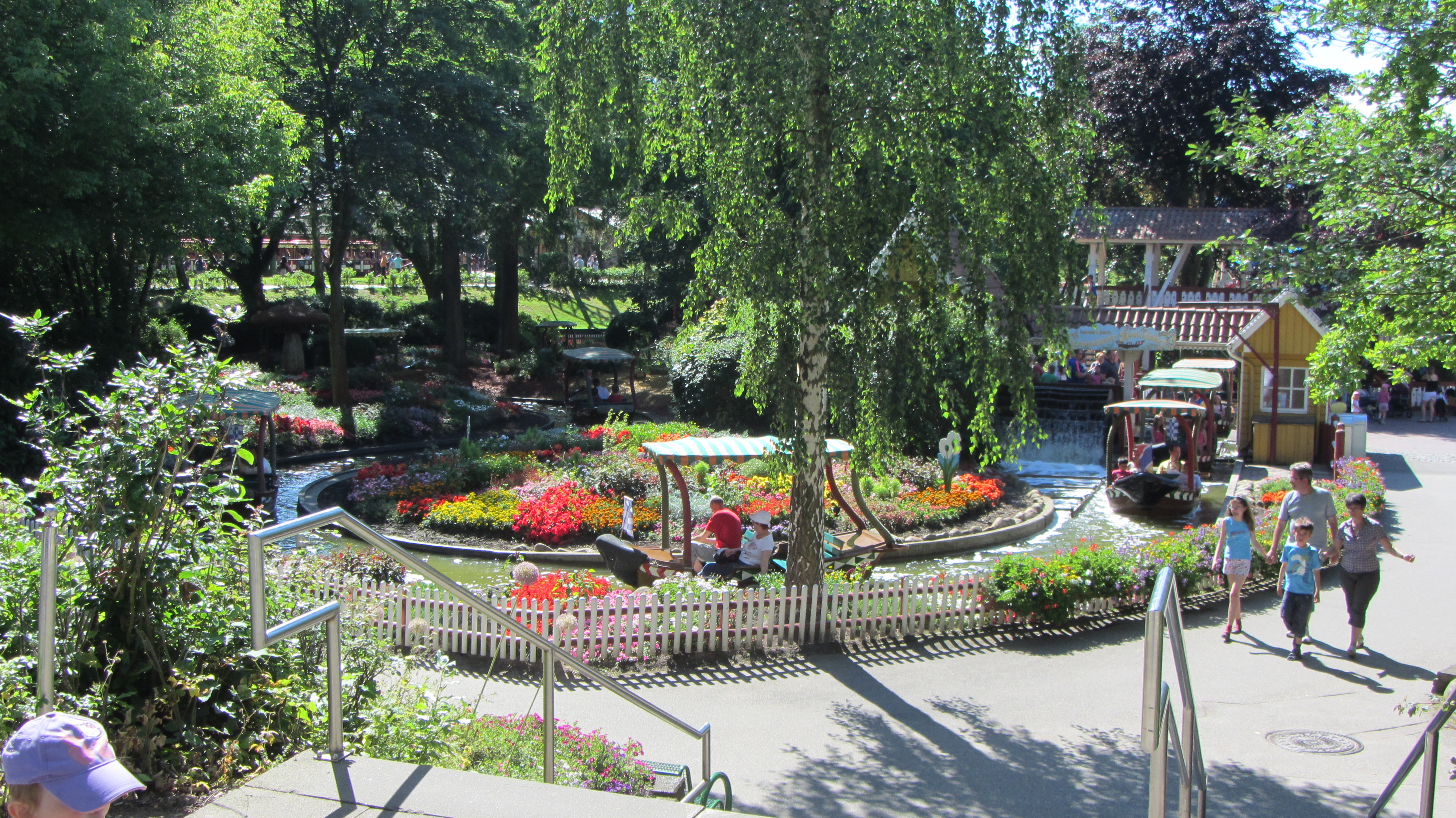
Blumenmeer-Bootsfahrt
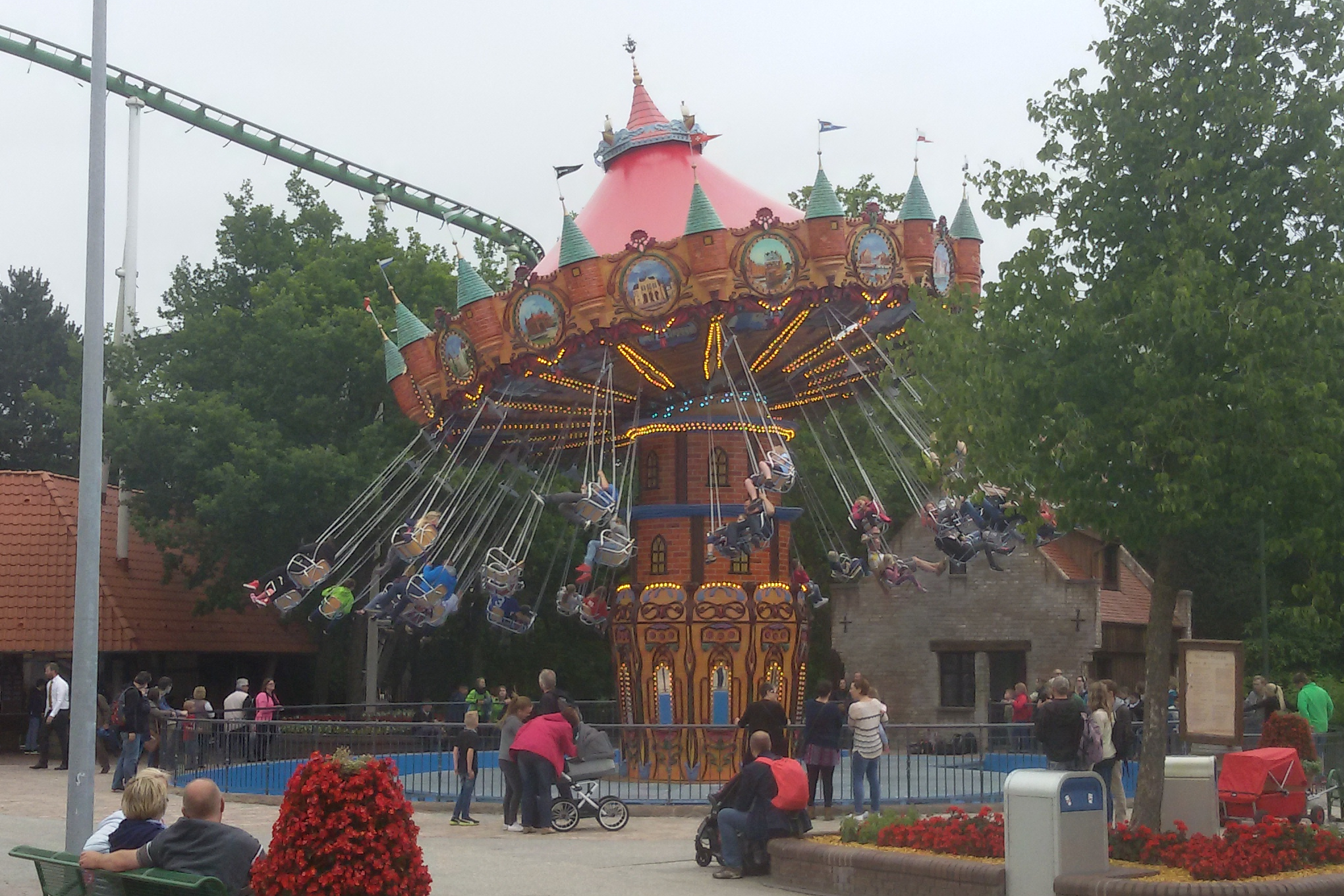
HANSE-Flieger
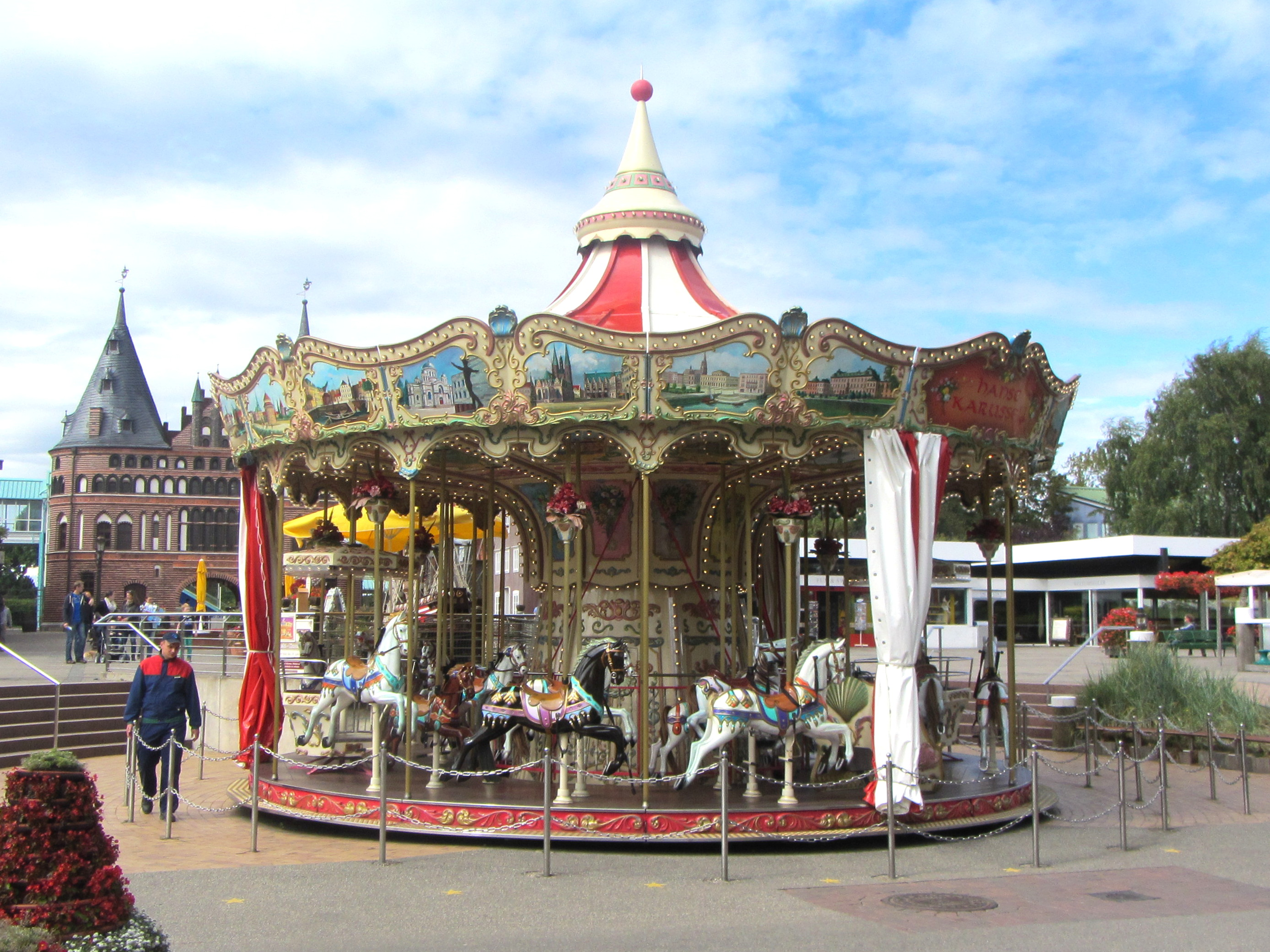
HANSE-Karussell
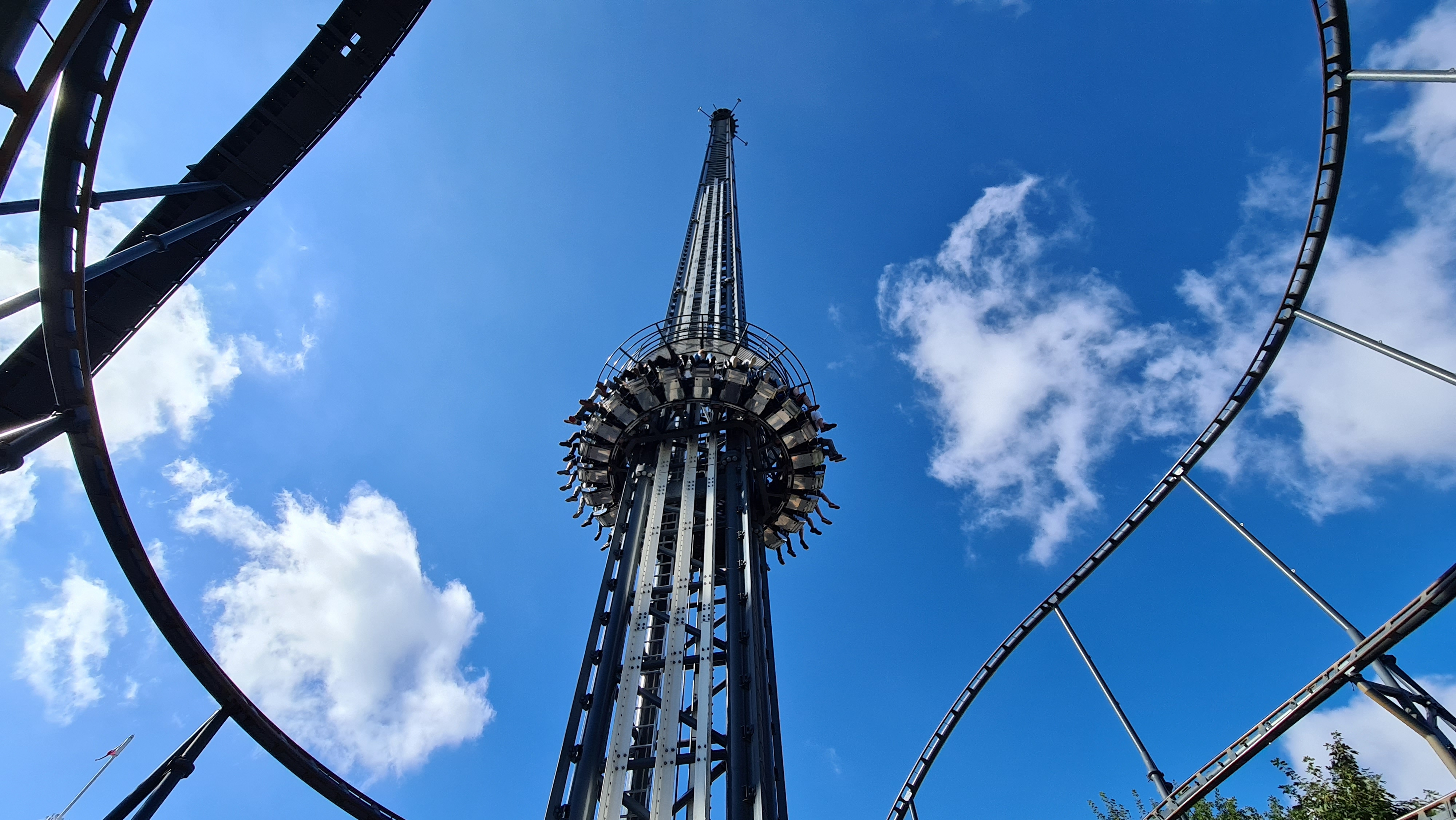
Highlander
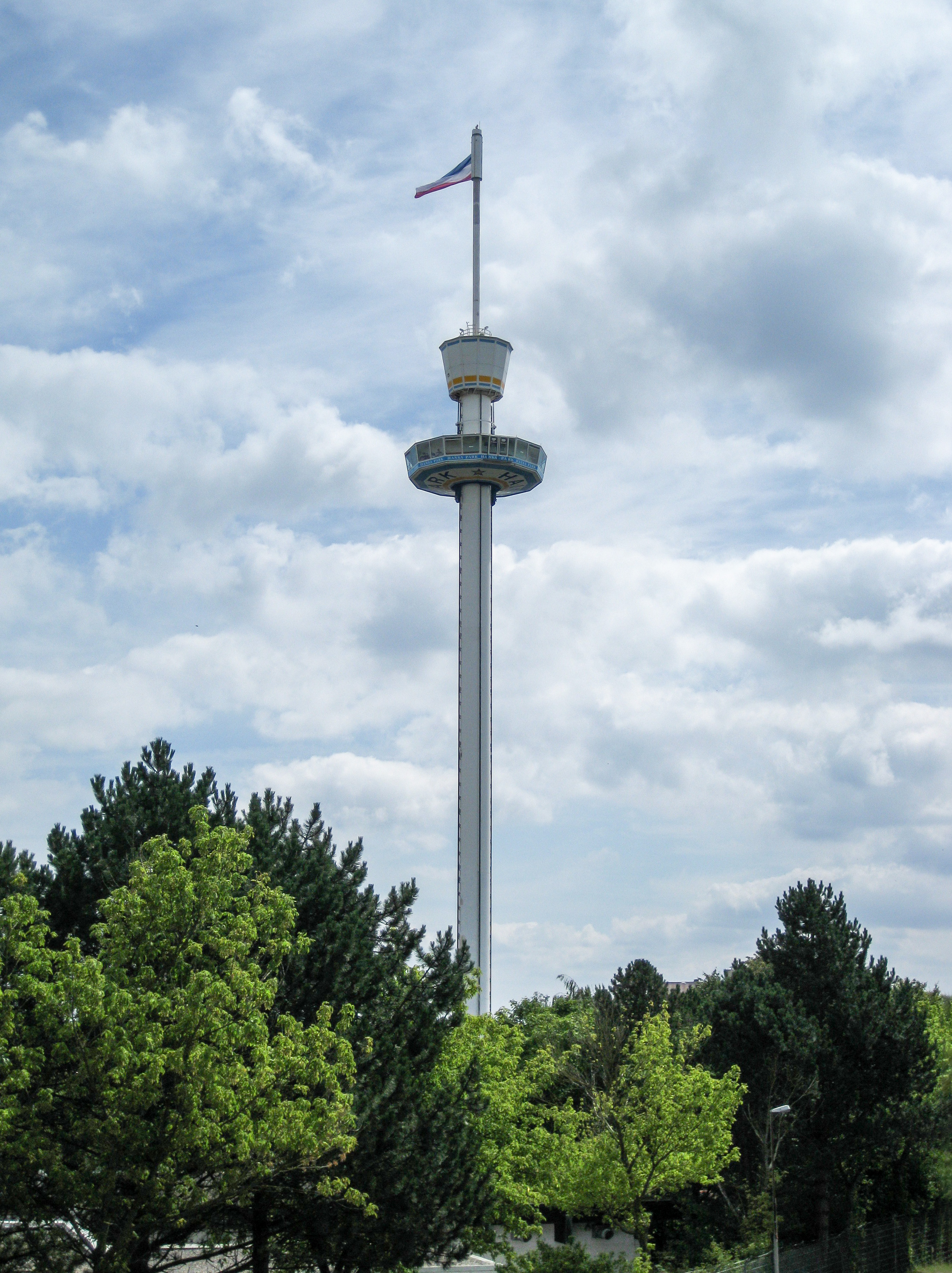
Holstein-Turm
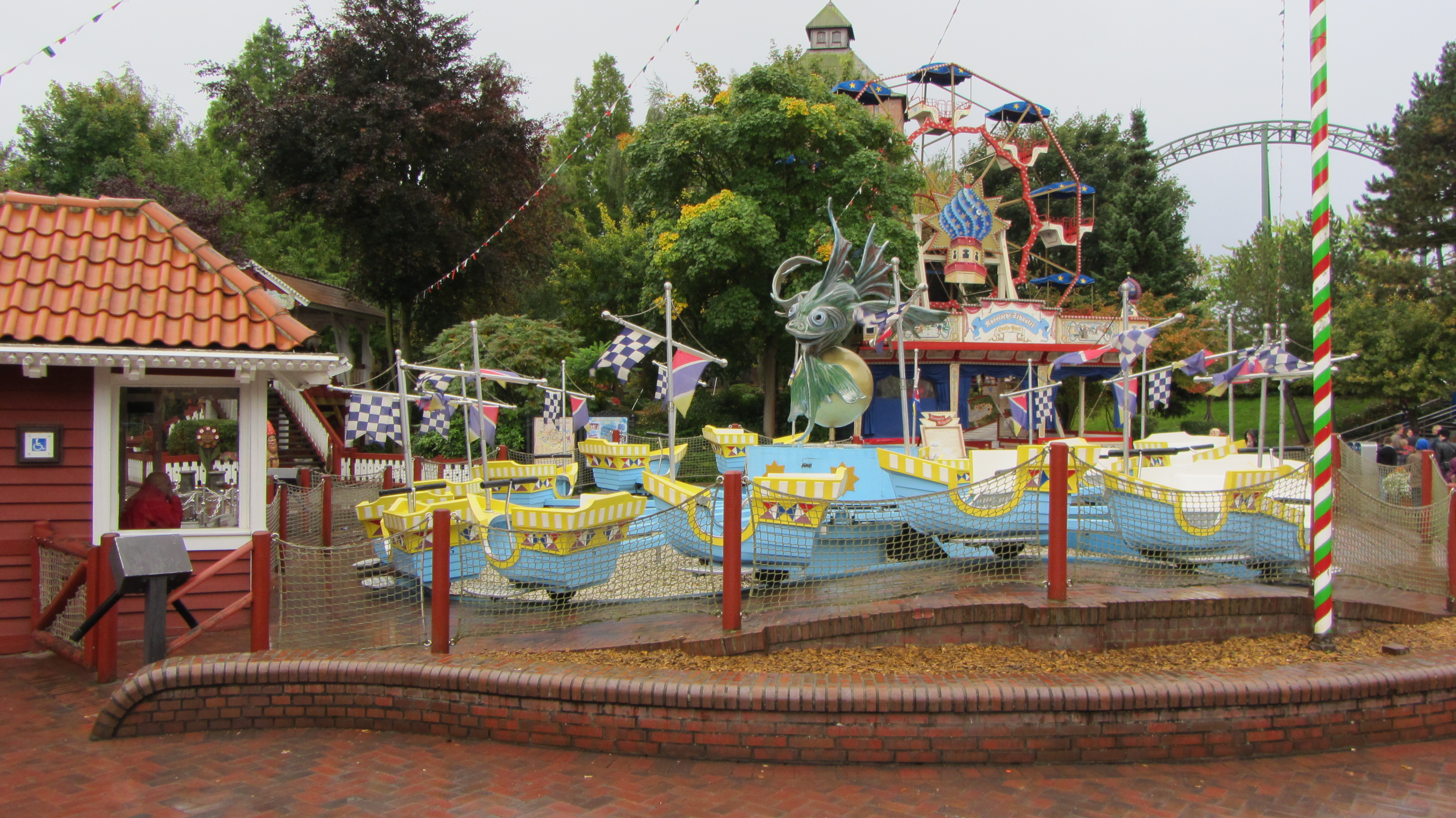
Koggenfahrt
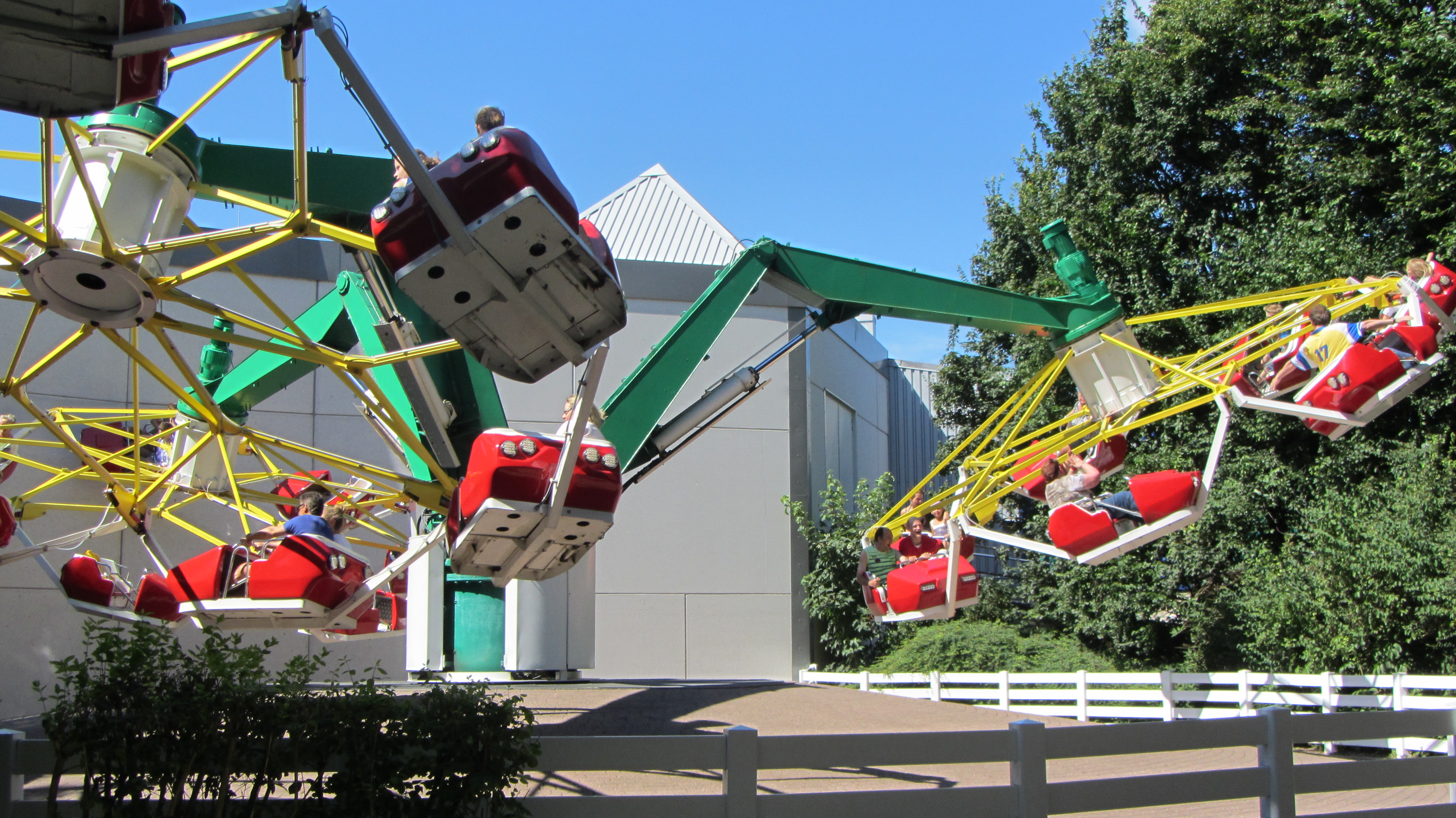
Wellenreiter
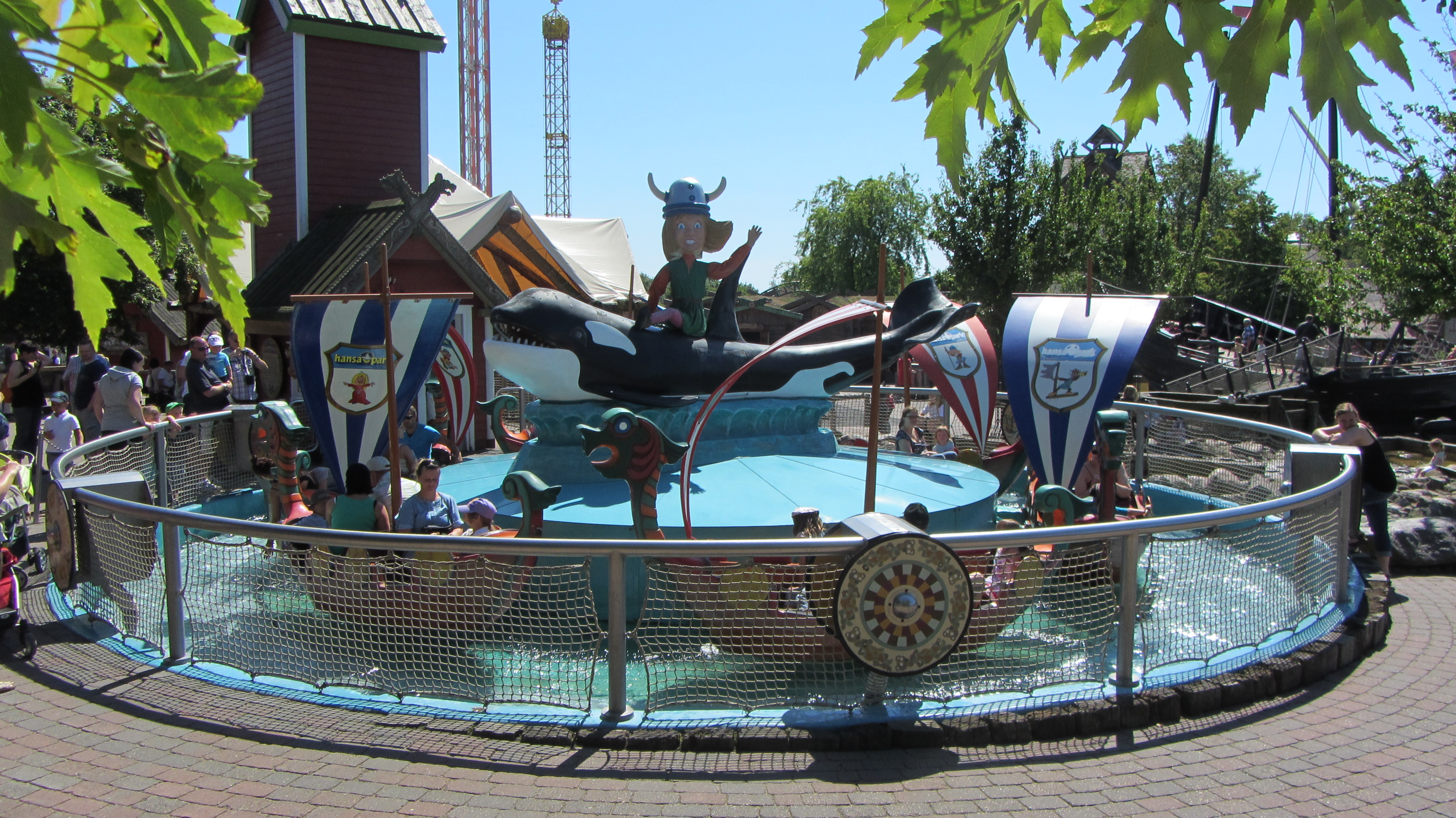
Wikinger-Bootsfahrt

### Anciennes attractions
| Nom             | Type                      | Constructeur      | Année d'ouverture | Année de fermeture |
| --------------- | ------------------------- | ----------------- | ----------------- | ------------------ |
| Fliegender Hai  | Ranger                    | Huss Rides        | 1991              | 2018               |
| Seeschlange     | Montagnes russes en métal | Zierer            | 1977              | 1992               |
| Sturmvogel      | Tapis volant              | Anton Schwarzkopf | 1991              | 2012               |
| Monte-Zuma      | Power Tower               | Maurer Rides      | 2000              | 2013               |
| Torre del Mar   | Star Flyer                | Funtime           | 2005              | 2015               |
| El Paso Express | Metroliner                | BHS               | 1989              | 2015               |
| Die Glocke      | The Bell                  | Funtime           | 2008              | 2020               |

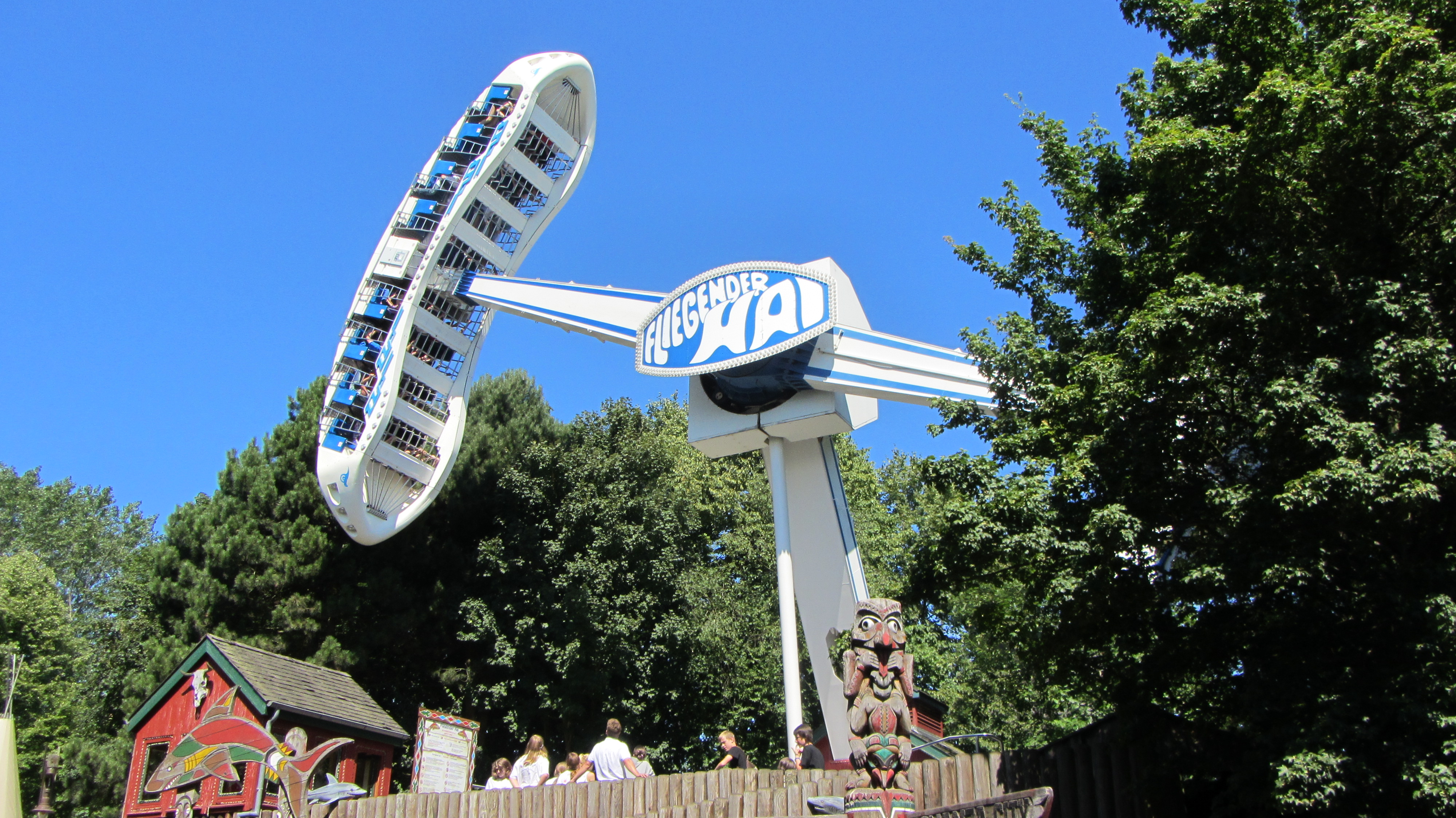
Fliegender Hai
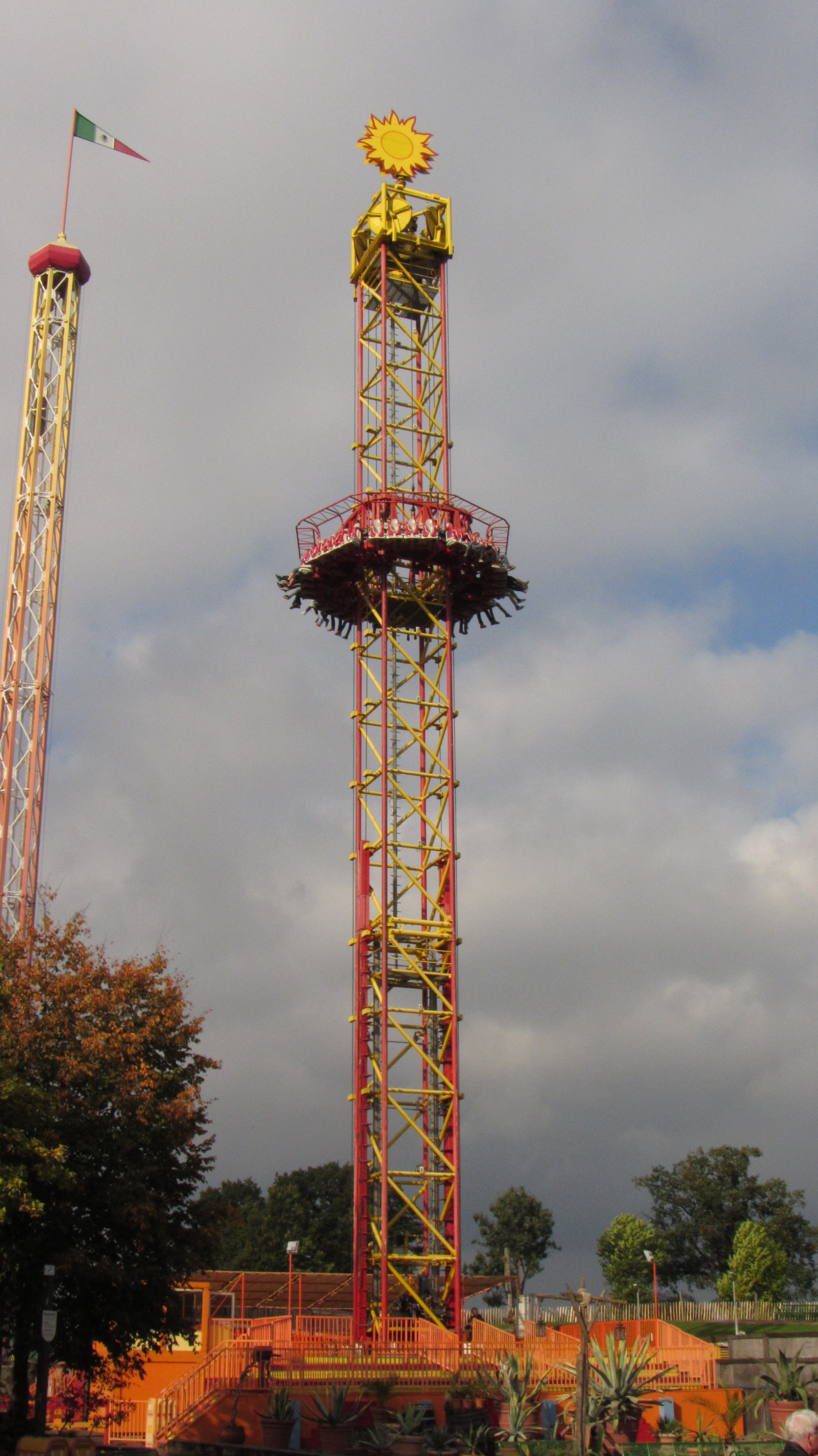
Monte-Zuma
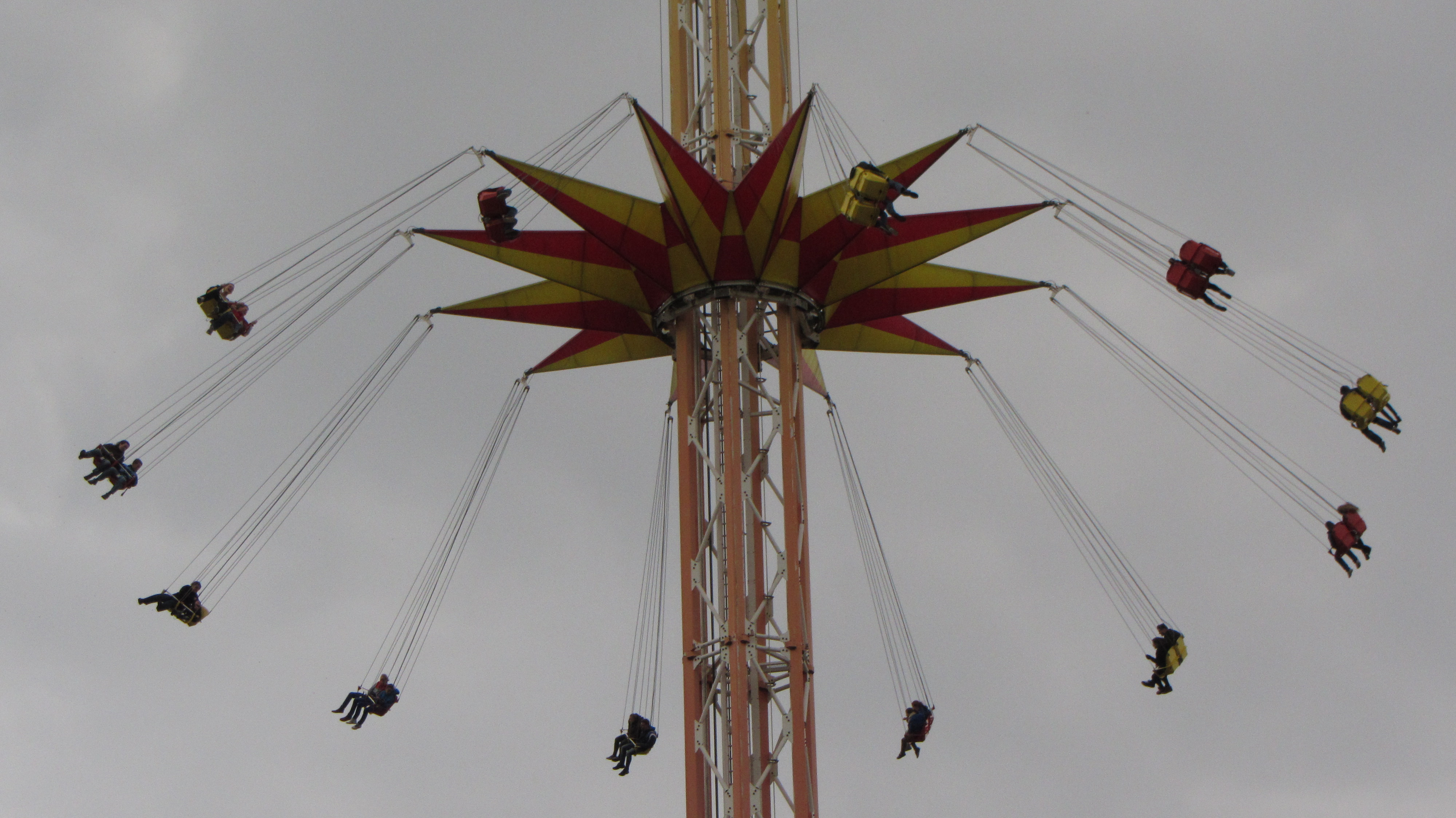
Torre del Mar
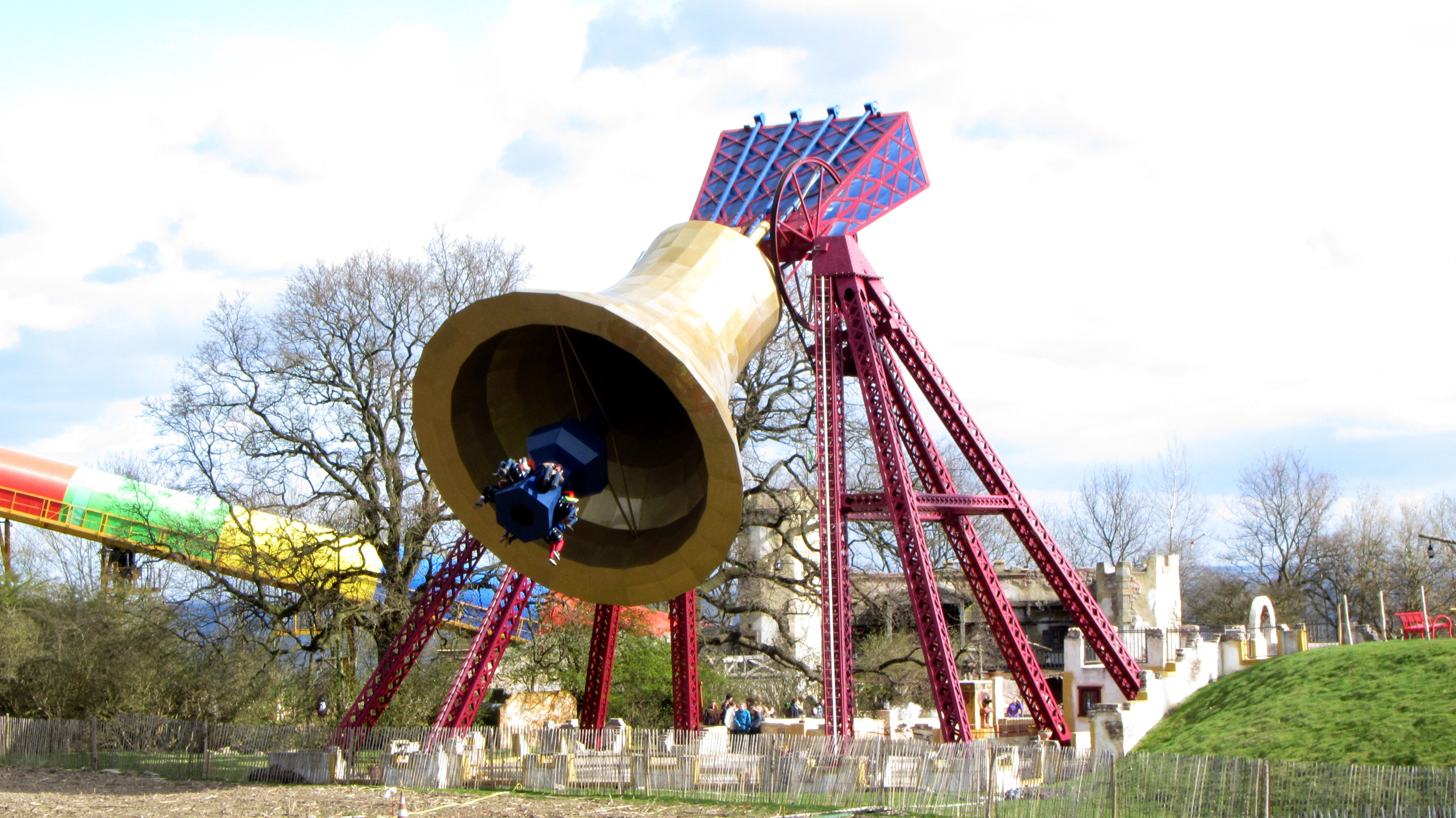
Die Glocke